# Antiquarium de Milan

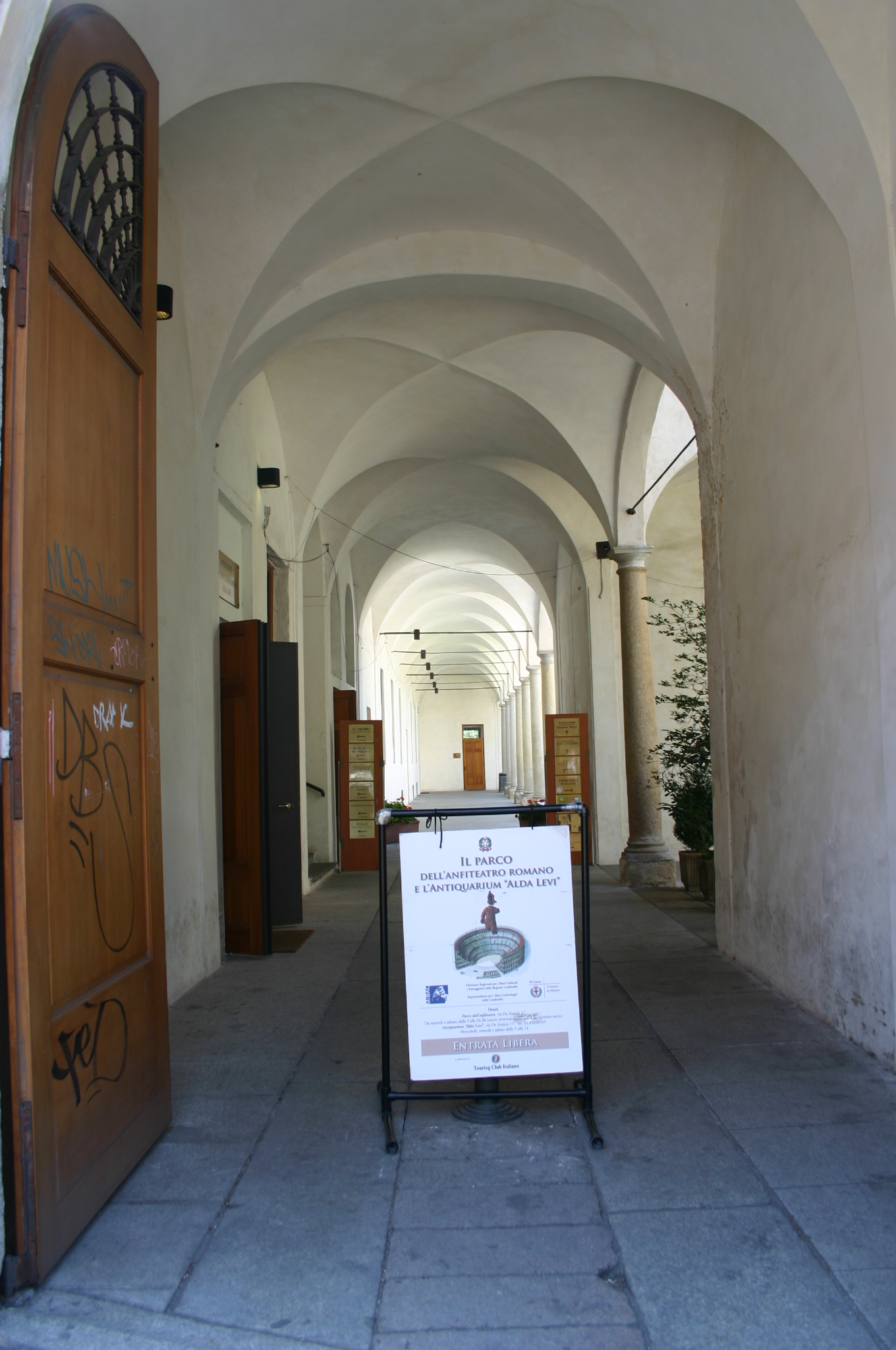
L'entrée du musée

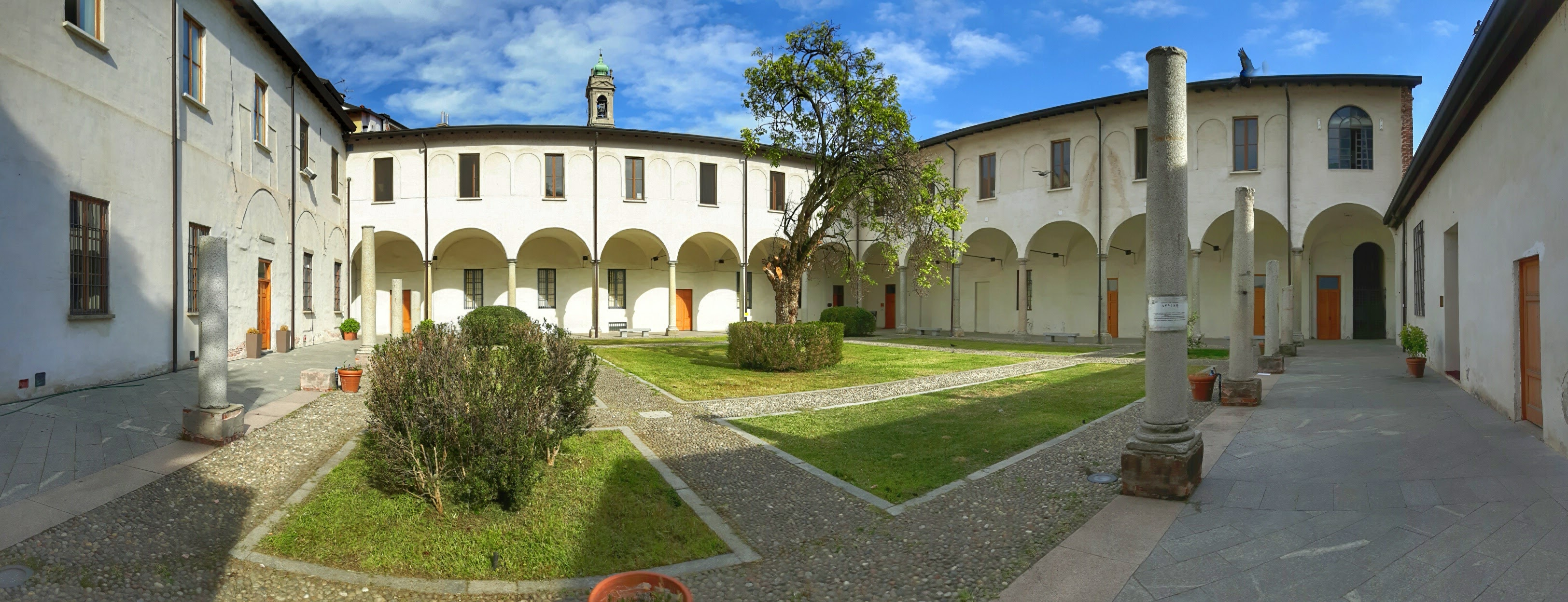
Le cloître majeur de l'ancien couvent

Pour les articles homonymes, voir Antiquarium (homonymie).
L'antiquarium de Milan Alda Levi est un musée archéologique italien situé à Milan, en Lombardie, à proximité de l'amphithéâtre romain.

## Historique
L'antiquarium de Milan ouvert ses portes au public en 2004, offrant aux visiteurs et aux citoyens milanais un parc dans le centre-ville, où se trouvent les vestiges des fondations de l'Amphithéâtre romain, ainsi qu'un musée illustrant l'histoire du monument sur la base de récentes fouilles archéologiques effectuées dans la zone. Le musée est situé dans un ancien couvent des sœurs dominicaines entre l'Église Della Vittoria et la zone archéologique.
L'antiquarium est aussi dédié à l'archéologue Alda Levi, qui poursuivit son activité à Milan de 1925 à 1939 jusqu'à ce qu'elle en soit empêchée par les lois raciales de 1938, et dont les travaux furent longtemps passés sous silence. Le musée est divisé en deux salles.

## Photos significatives de l'antiquarium

### Expositions au Musée

#### Première salle d'exposition (période romaine)
Cette pièce montre principalement, à travers les matériaux récupérés de récentes fouilles archéologiques dans la région du sud-ouest de la ville romaine, l'histoire, la vie quotidienne et les objets utilisés par la population de l'époque (y compris une petite partie des temps médiévaux)

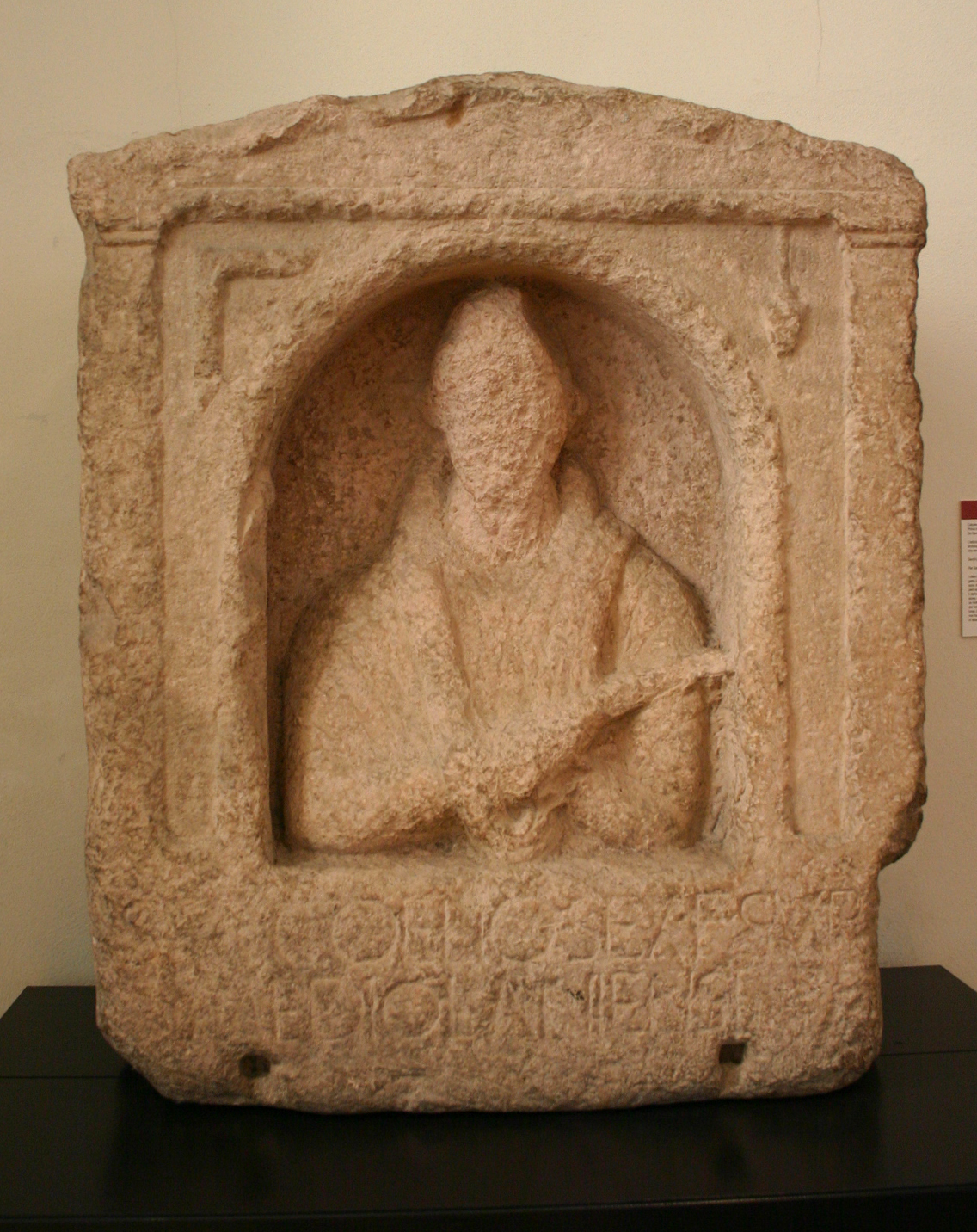
Stèle d'un certain Sextus Coelius (Ier siècle)
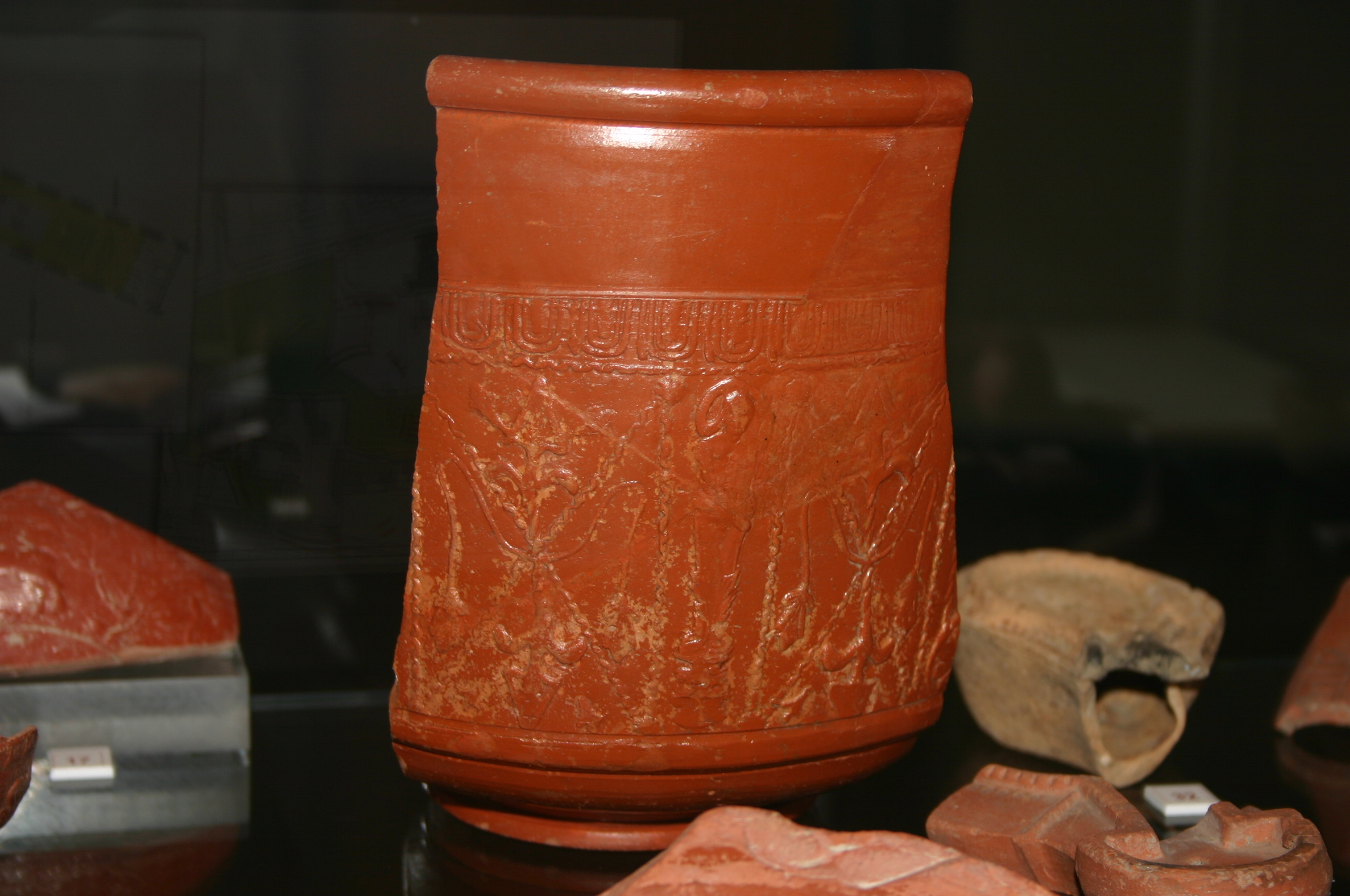
Pot romain en terre
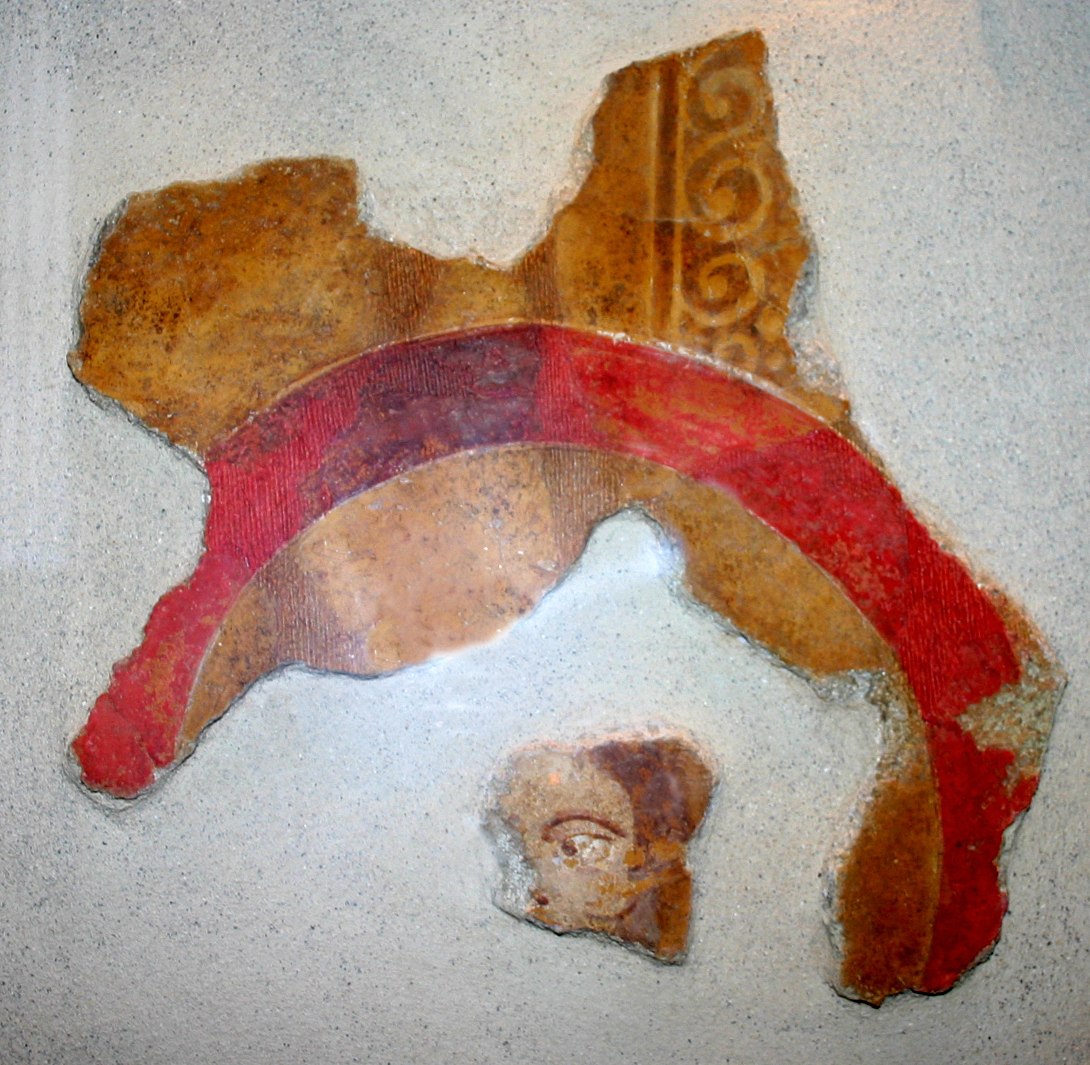
Fresque romaine (Ier ou IIe siècle)
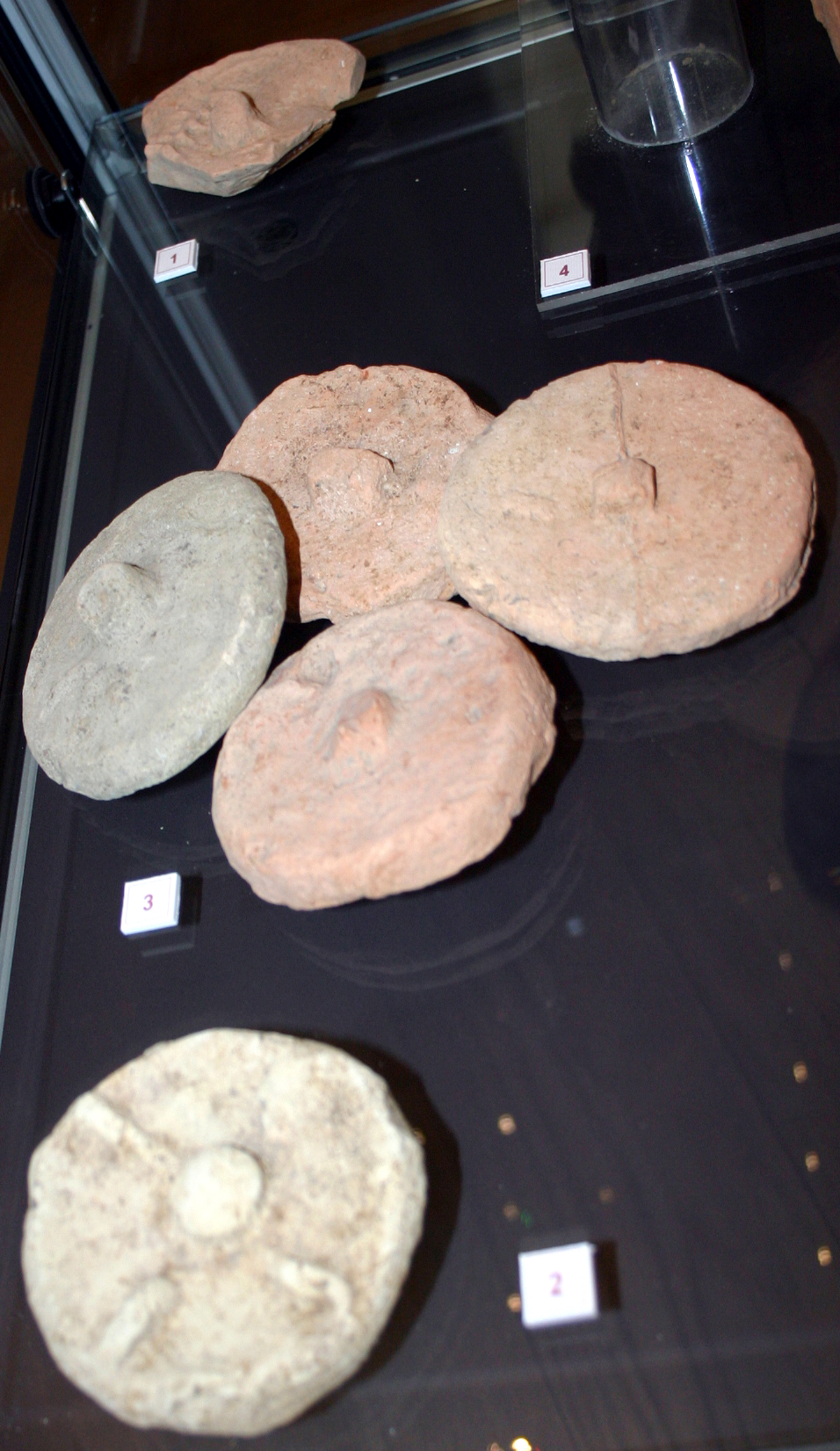
Couvercles en terre cuite pour amphores
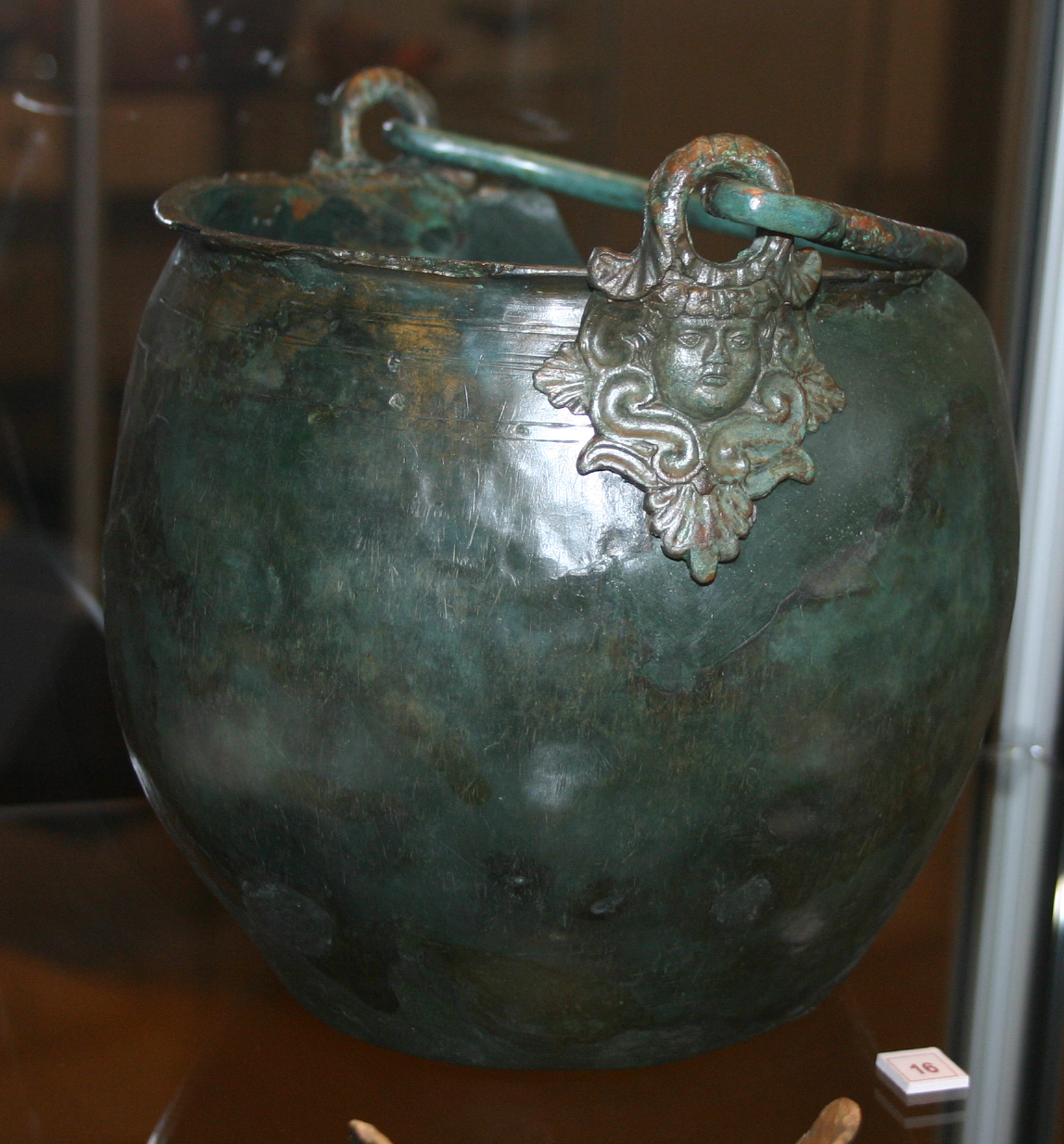
Pot romain en bronze
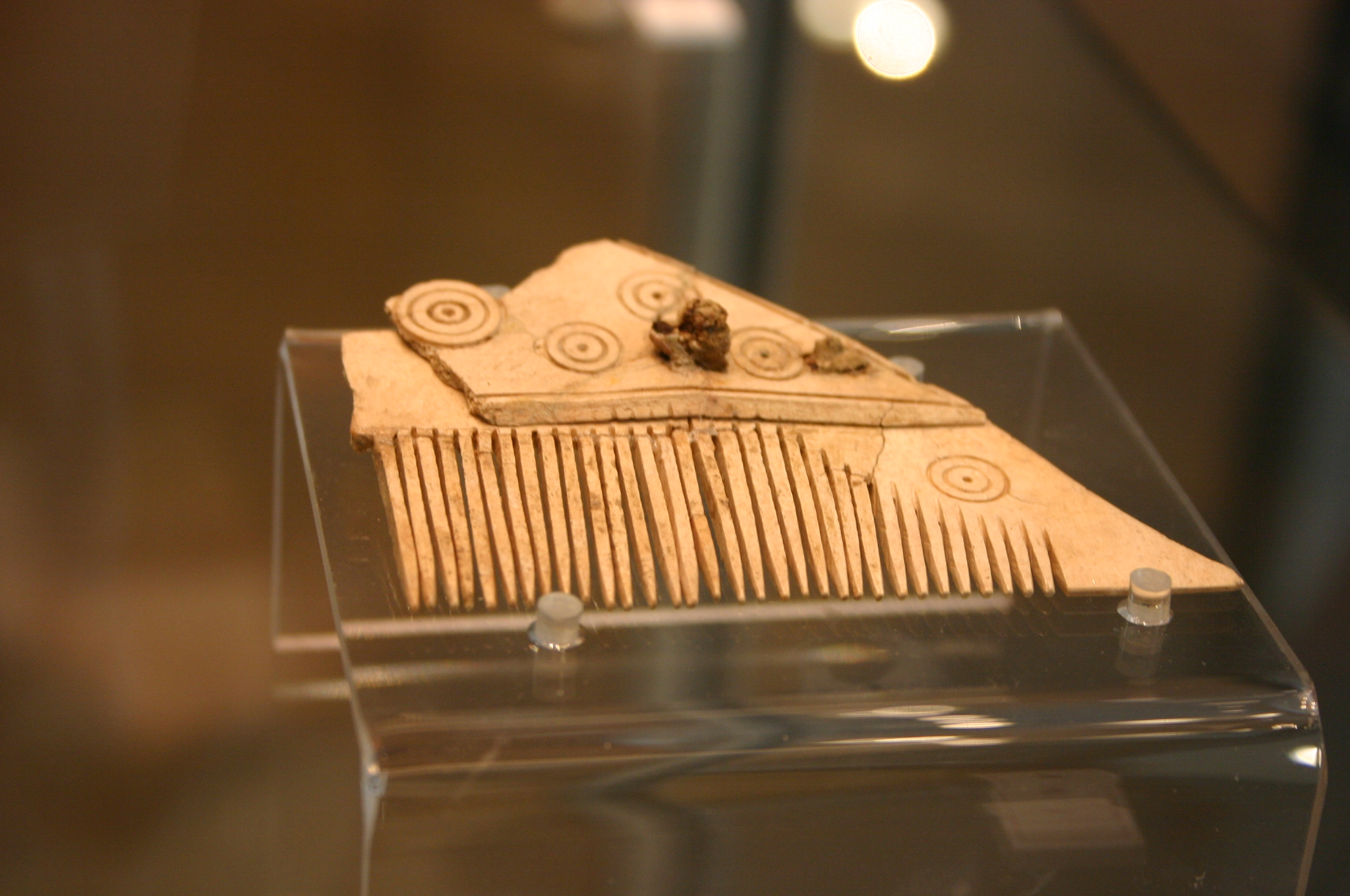
Peigne en os (IVe ou Ve siècle)
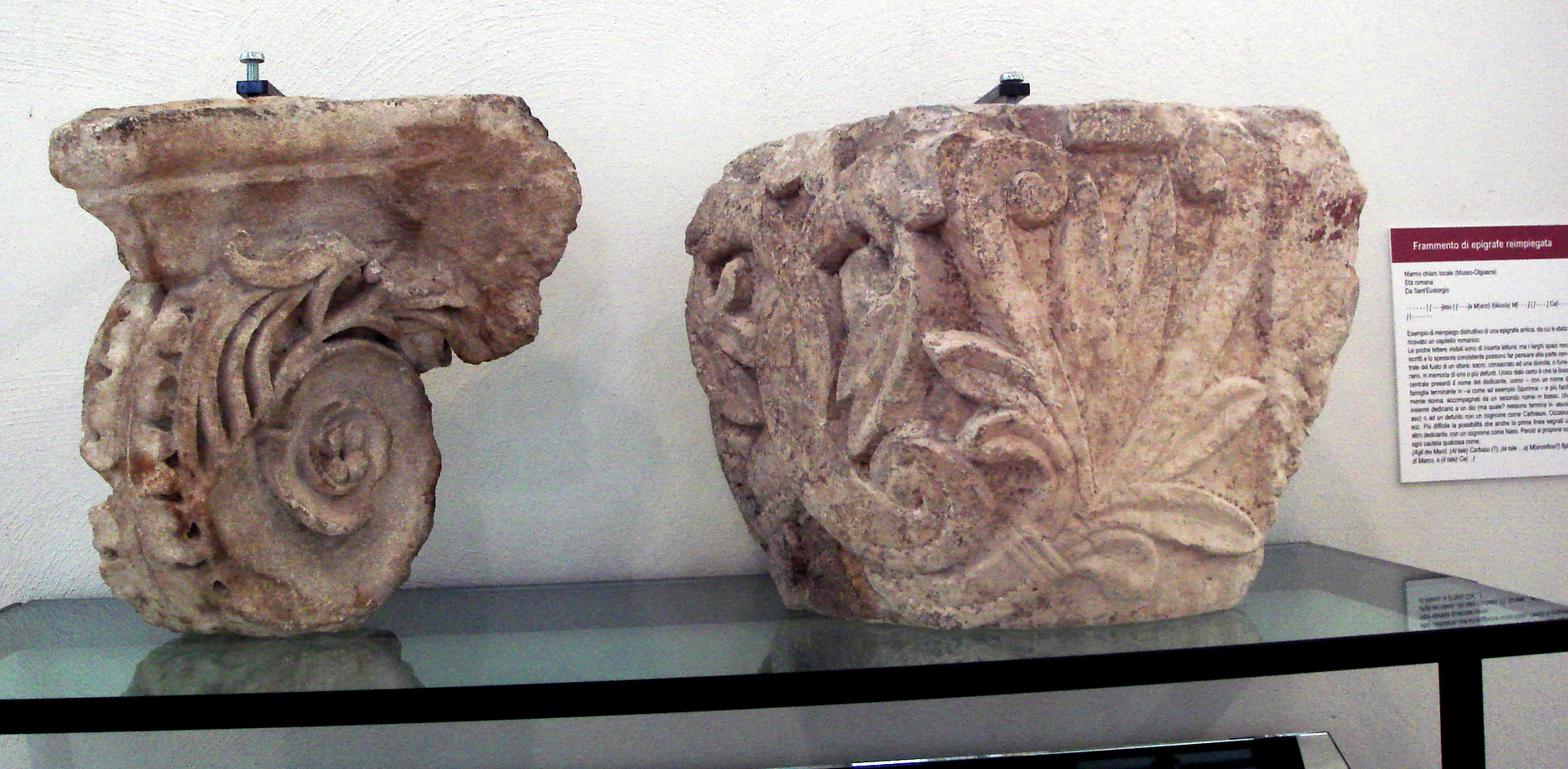
Volute et haut de colonne romaine (Ier siècle av. J.-C. - Ier siècle)
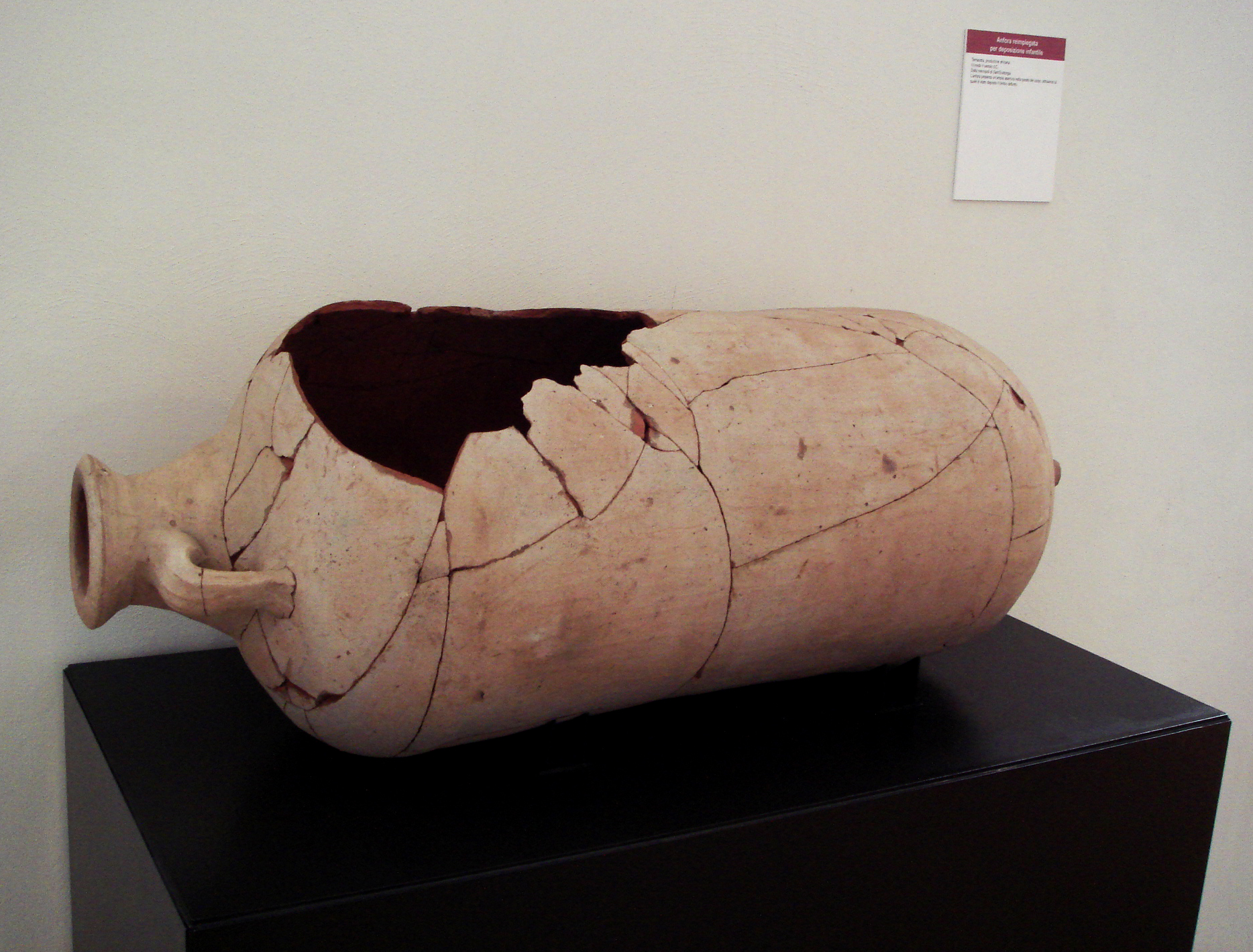
Amphore réutilisée comme urne funéraire

#### Première salle d'exposition (période médiévale)

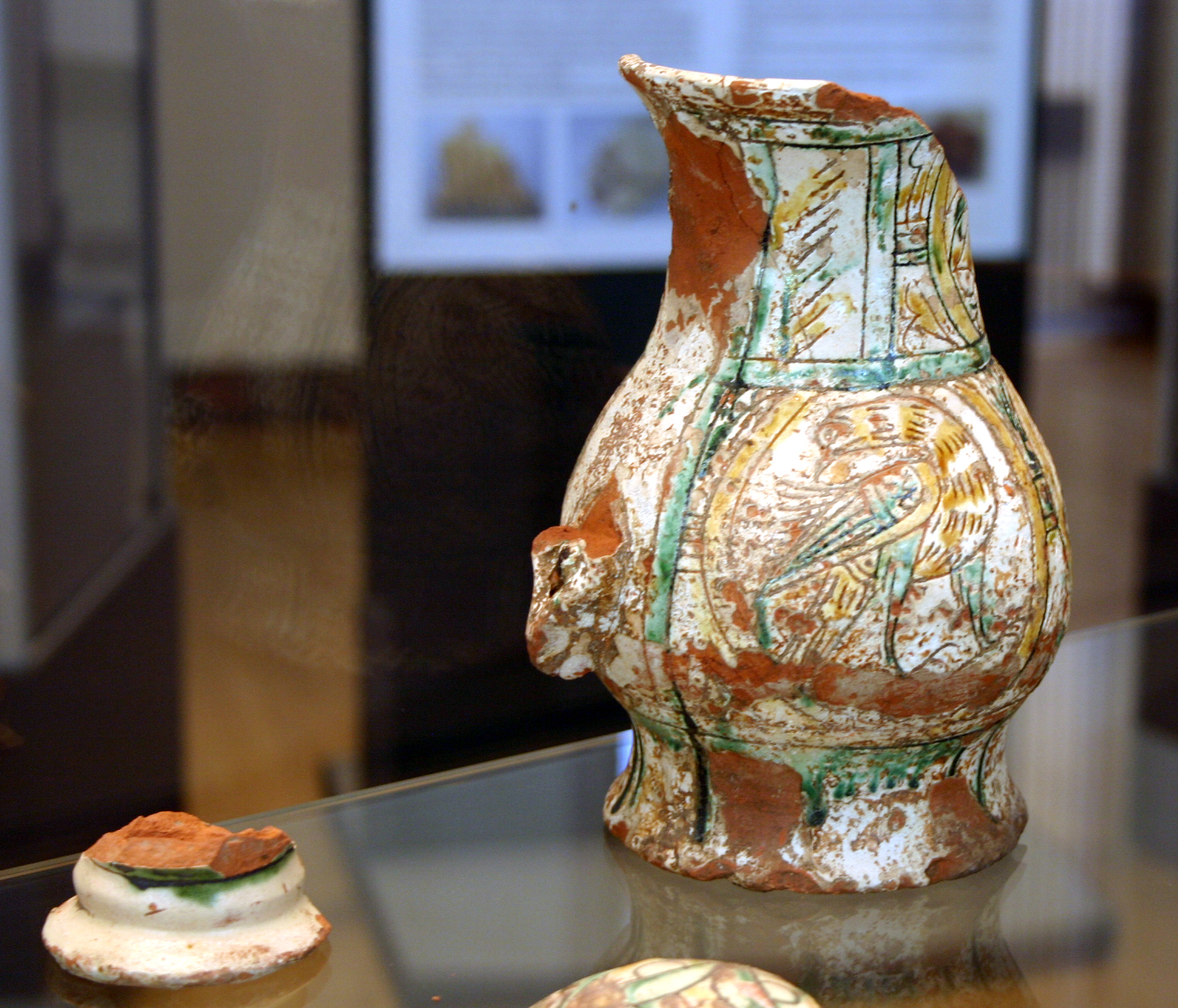
Pot en faïence du XVe siècle
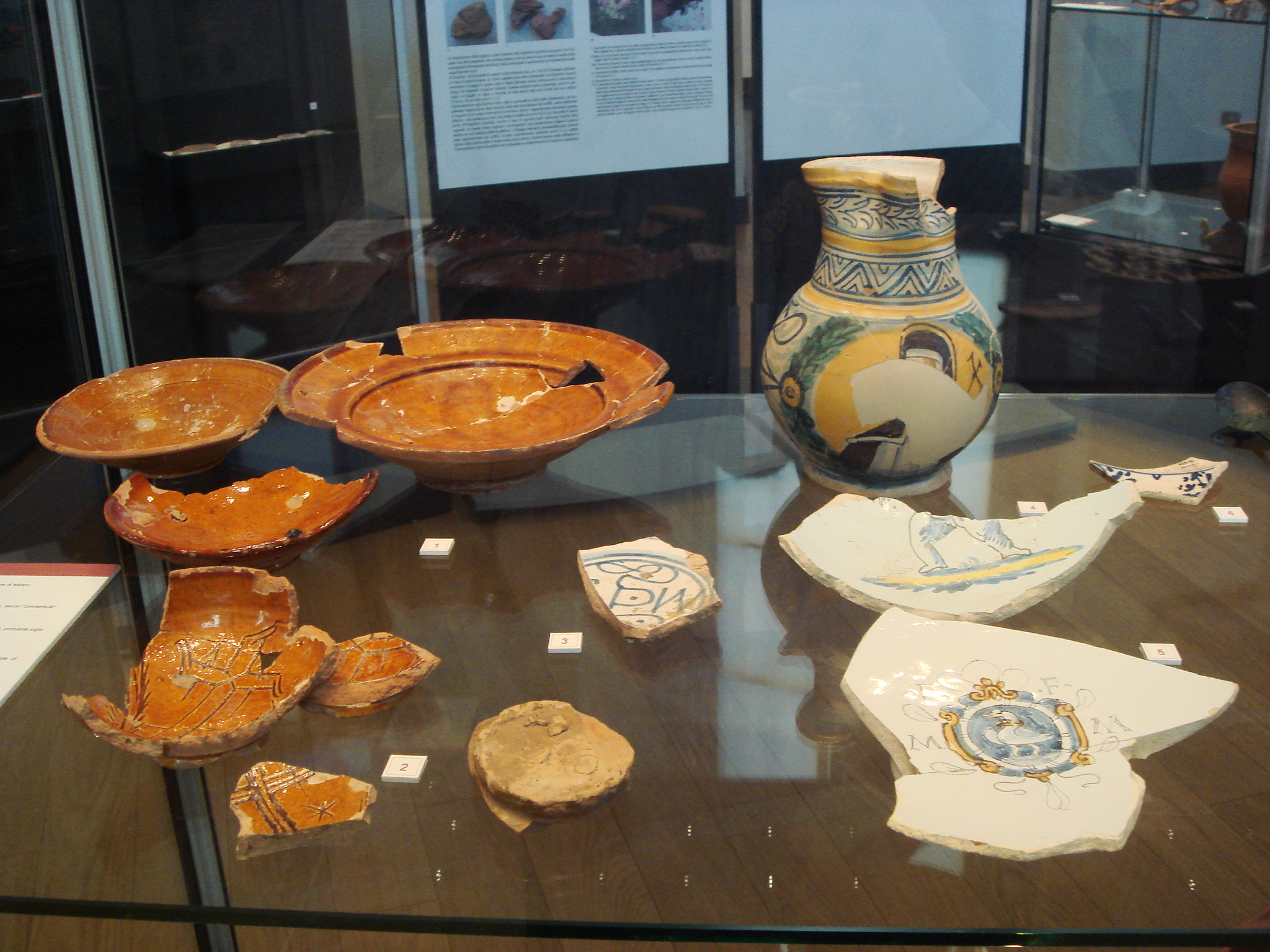
Fragments de céramiques (XVe ou XVIe)
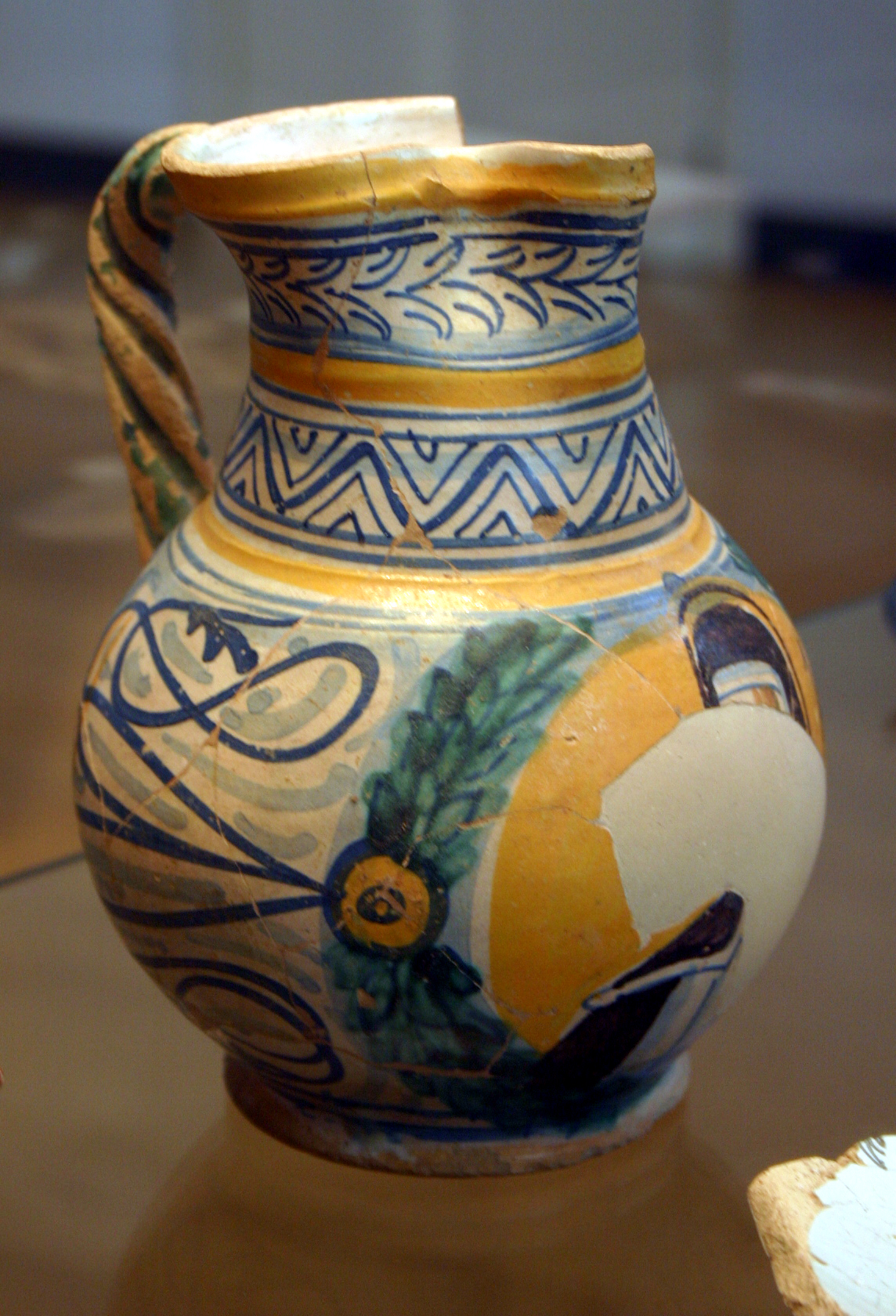
Broc en faïence du XVIe siècle
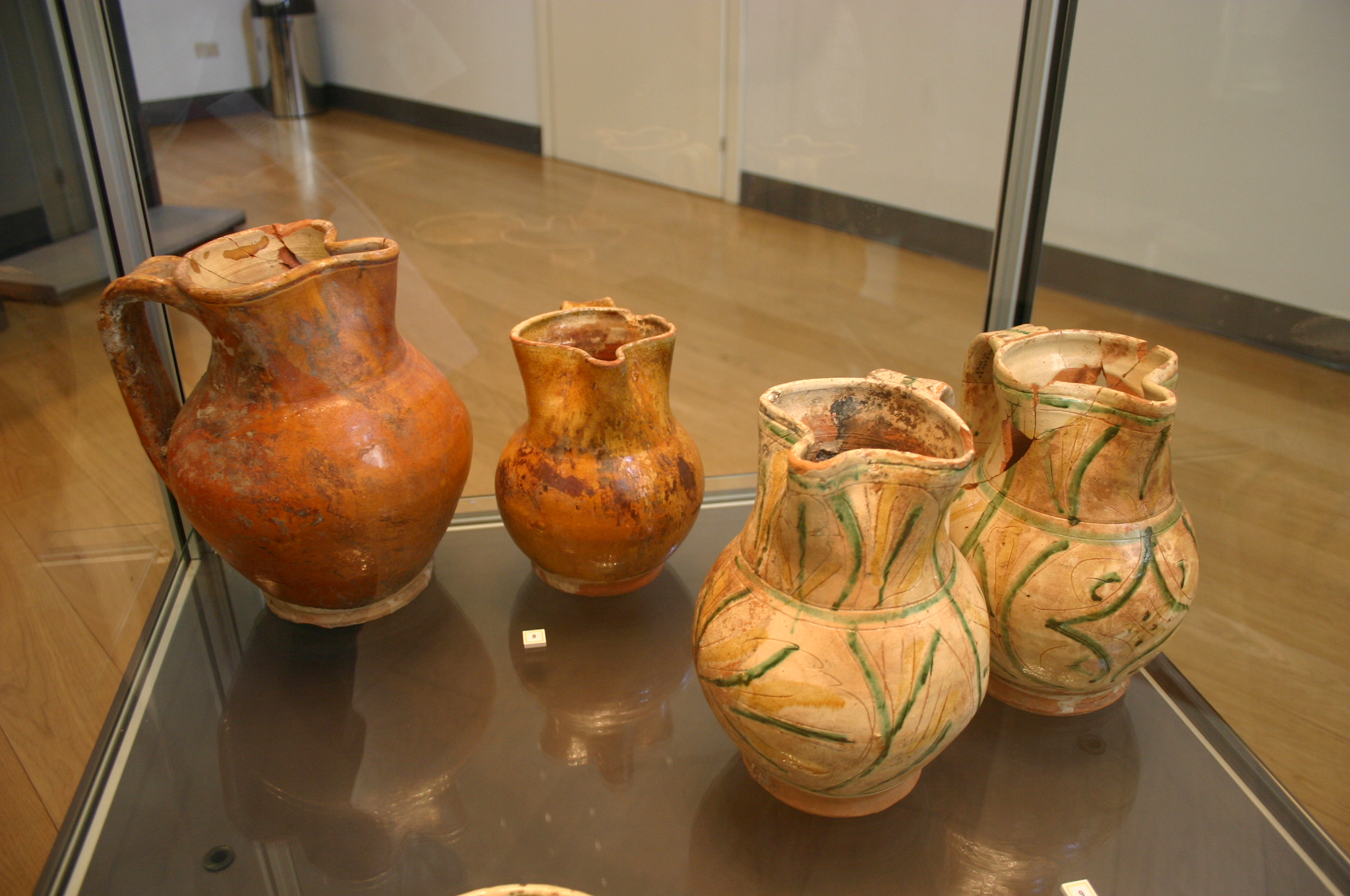
Pot du XVe ou XVIe siècle
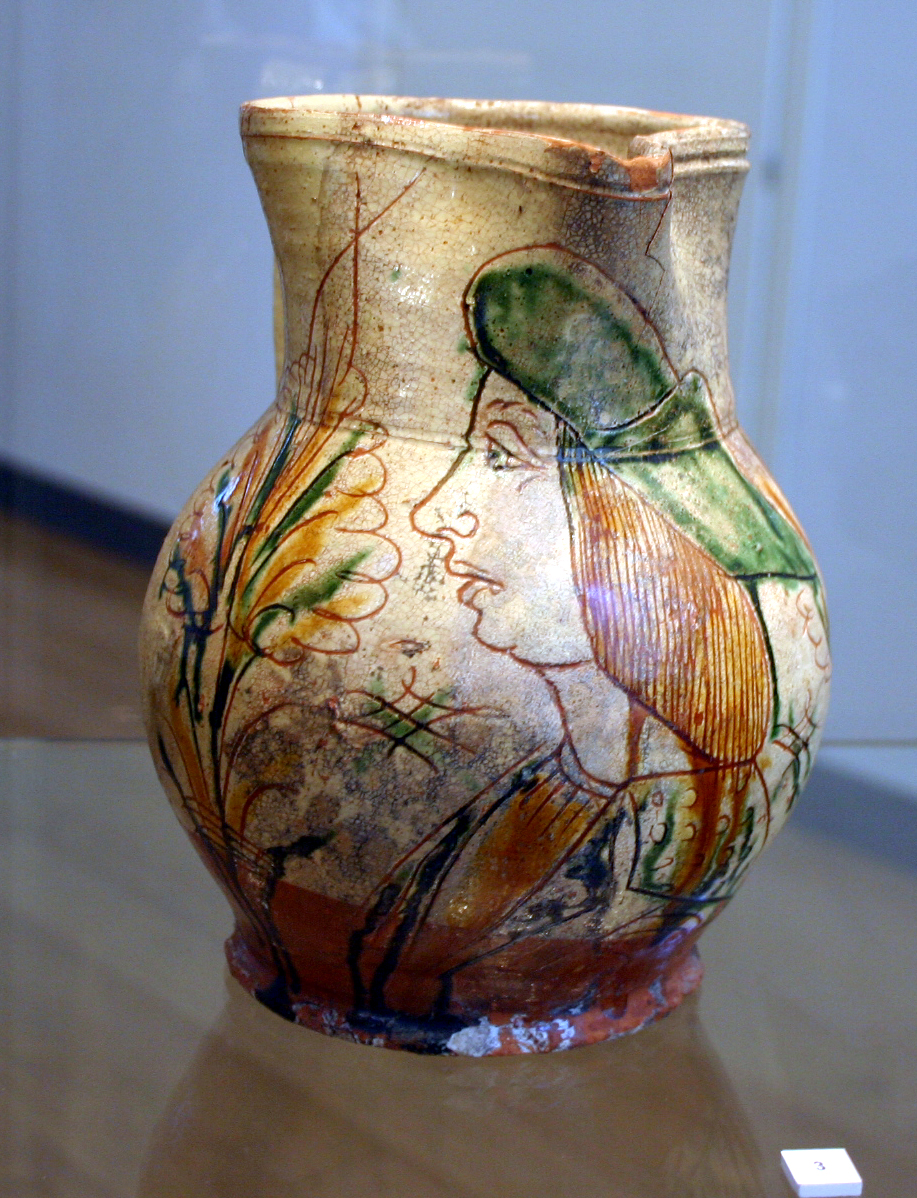
Graffiti sur un pot du XVe ou XVIe siècle
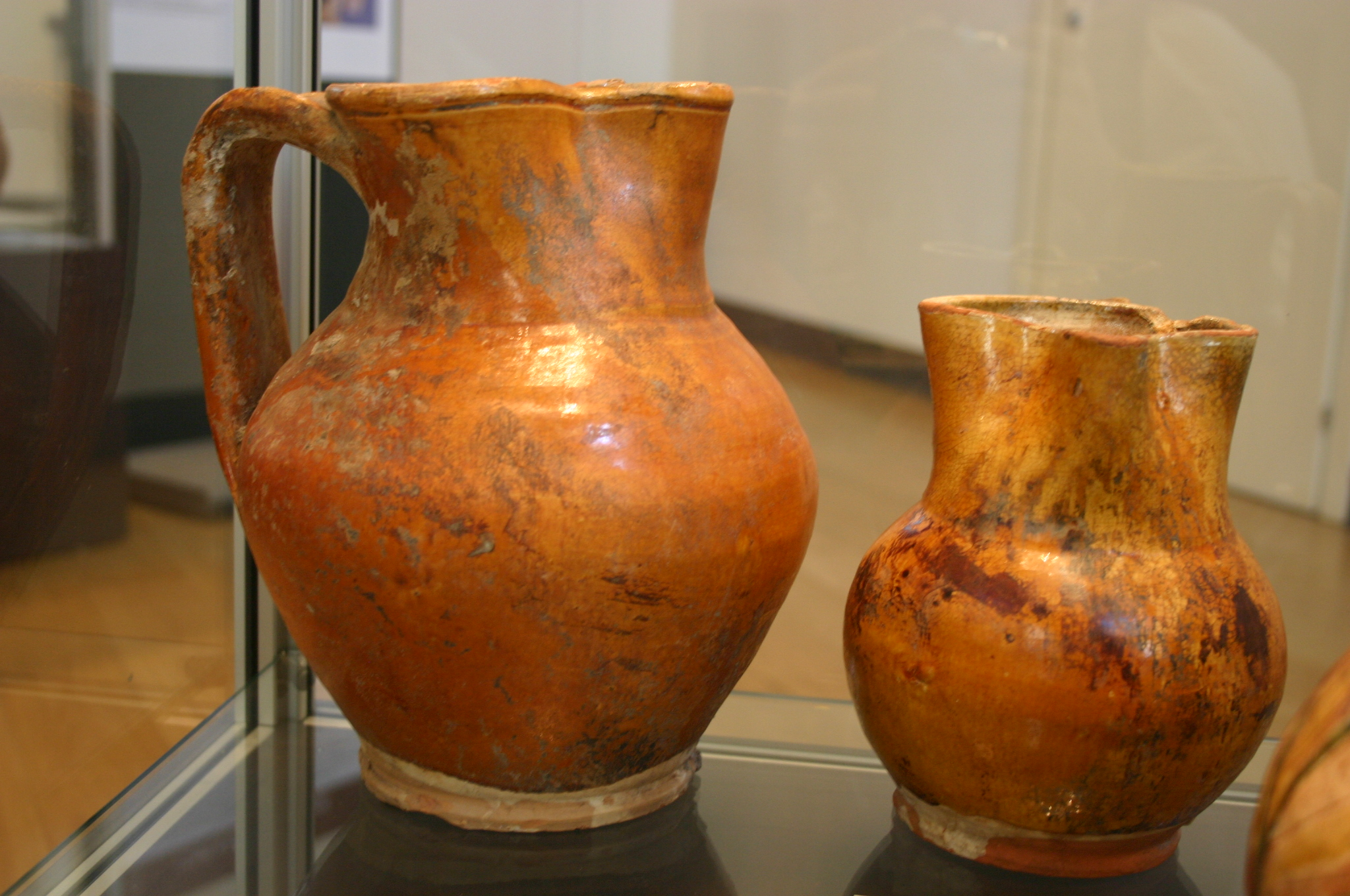
Pots du XVe ou XVIe siècle
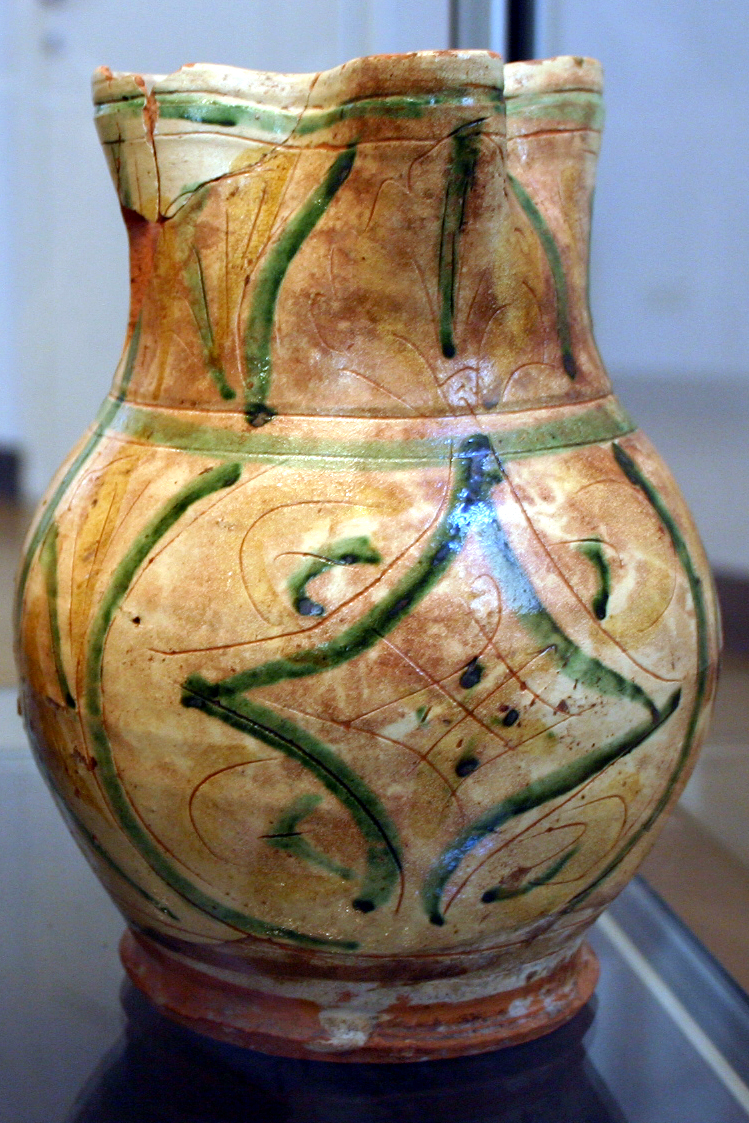
pots du XVe ou XVIe siècle
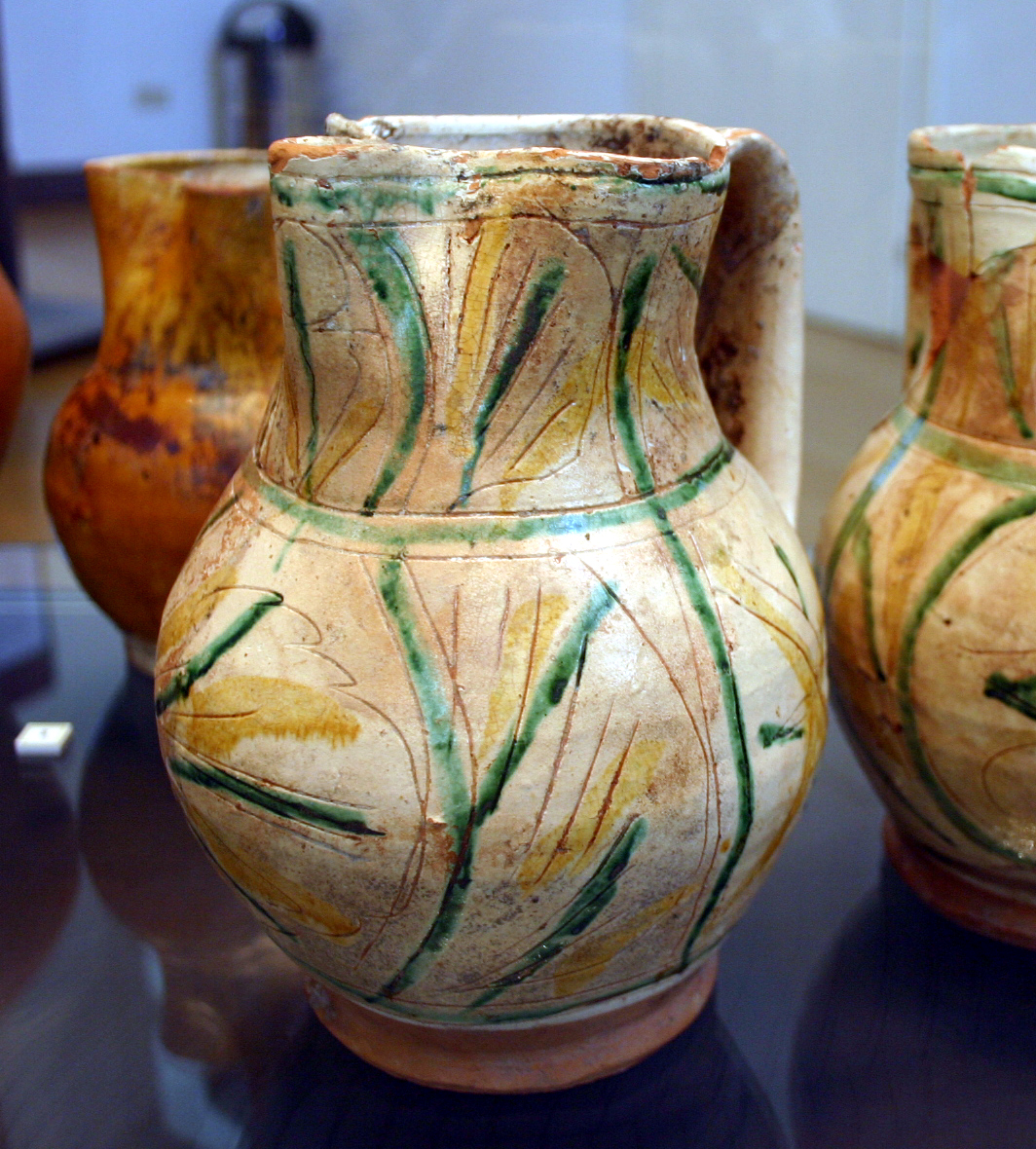
Pot du XVe ou XVIe siècle

#### Seconde salle d'exposition (période romaine)
Cette pièce montre surtout que les performances de la gladiature dans l'amphithéâtre romain à partir de reconstitution et de matériaux récupérés dans des fouilles archéologiques récentes

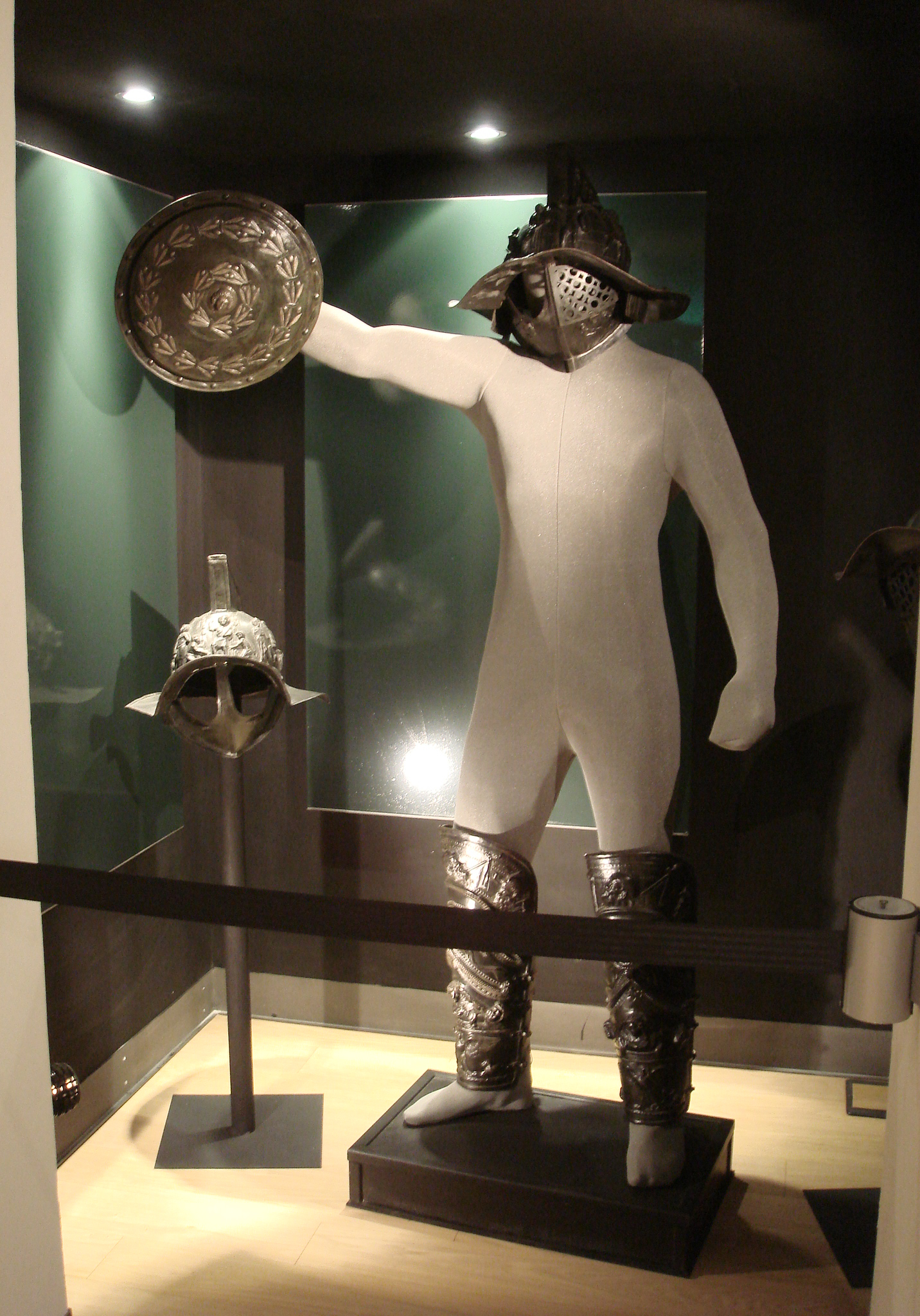
Réplique d'une armure de gladiateur
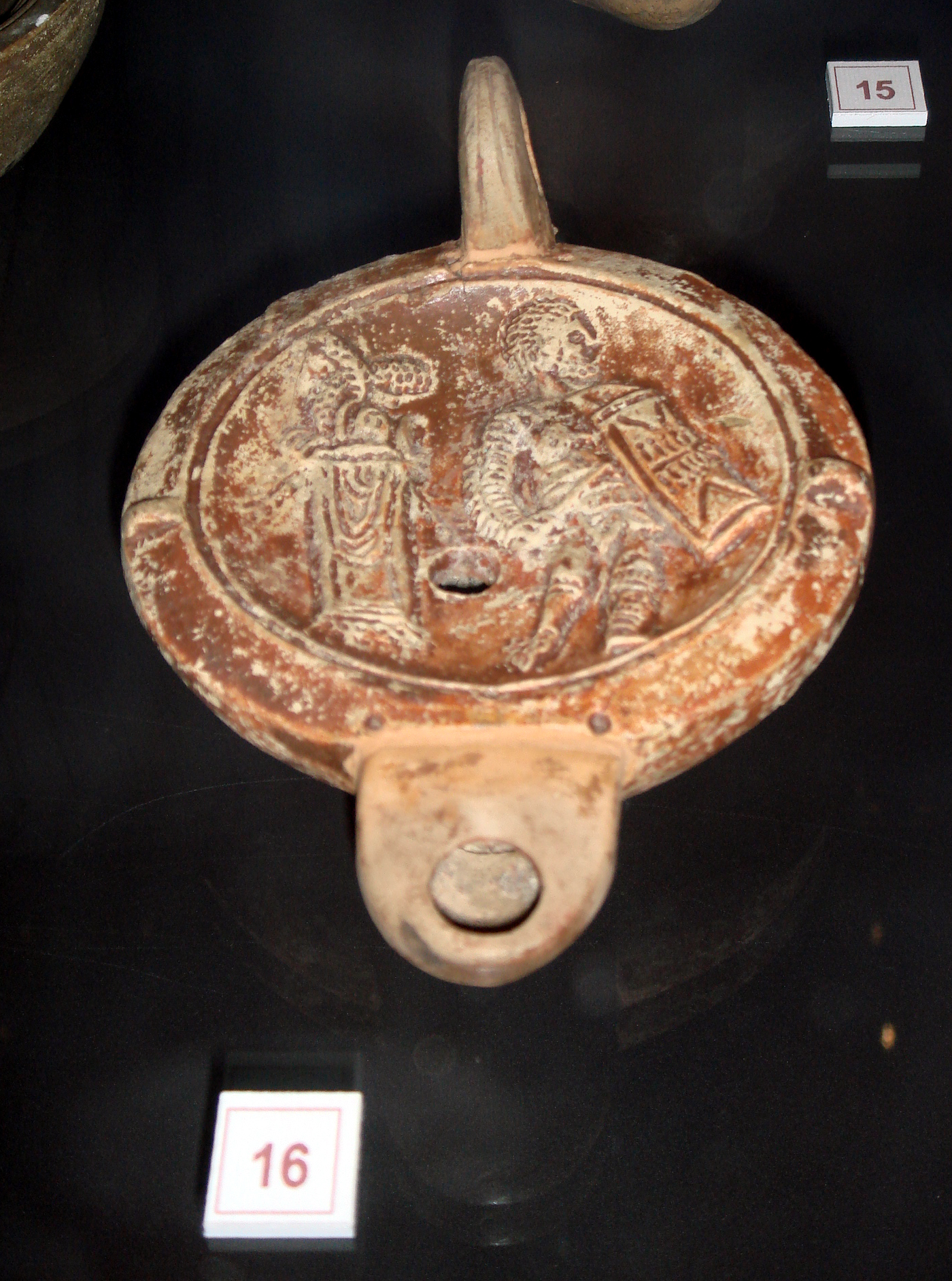
Lampe à huile en terre avec un relief de gladiateur (Ier ou IIe siècle)
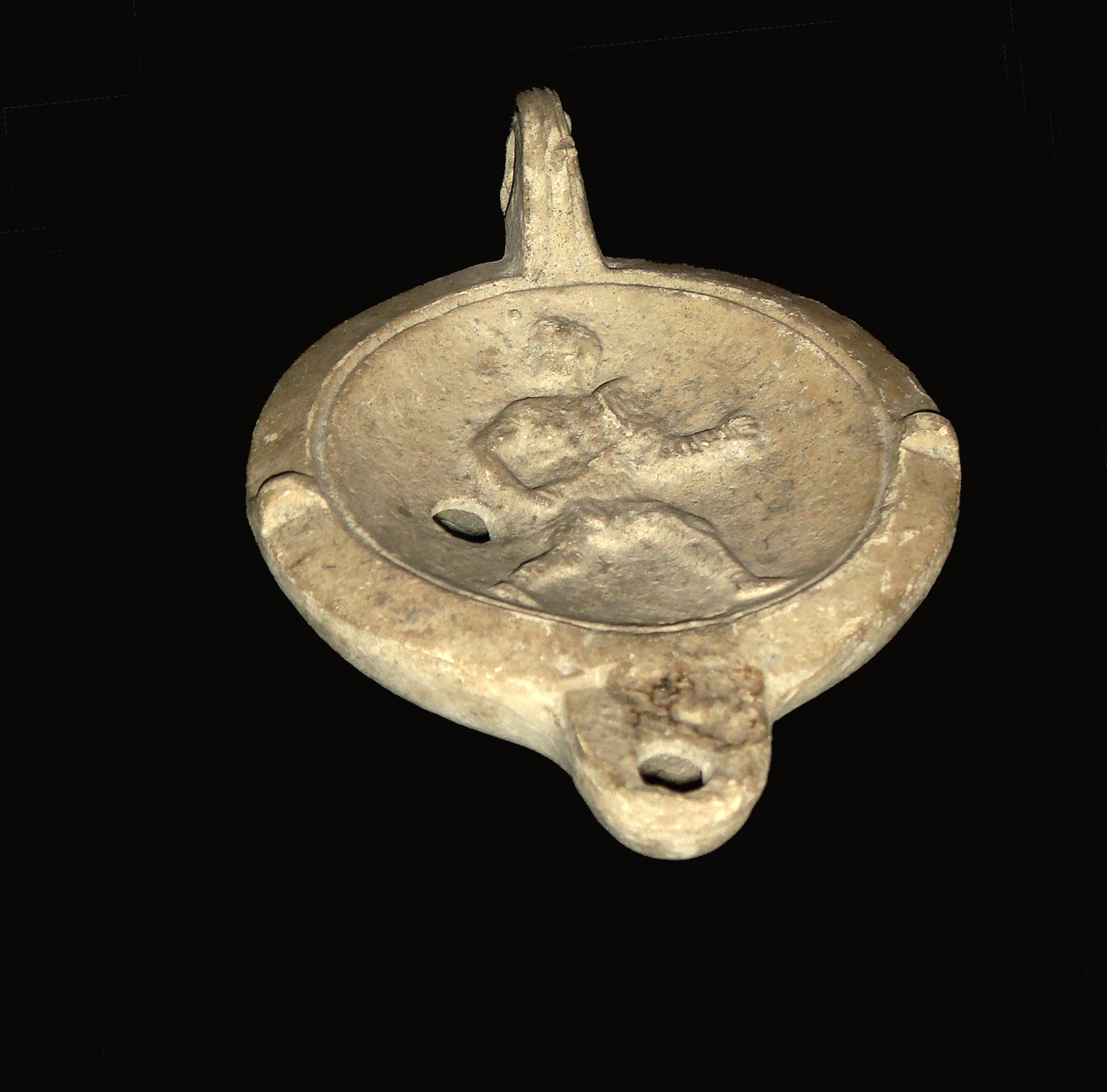
Lampe à huile en terre avec un relief de gladiateur (Ier ou IIe siècle)
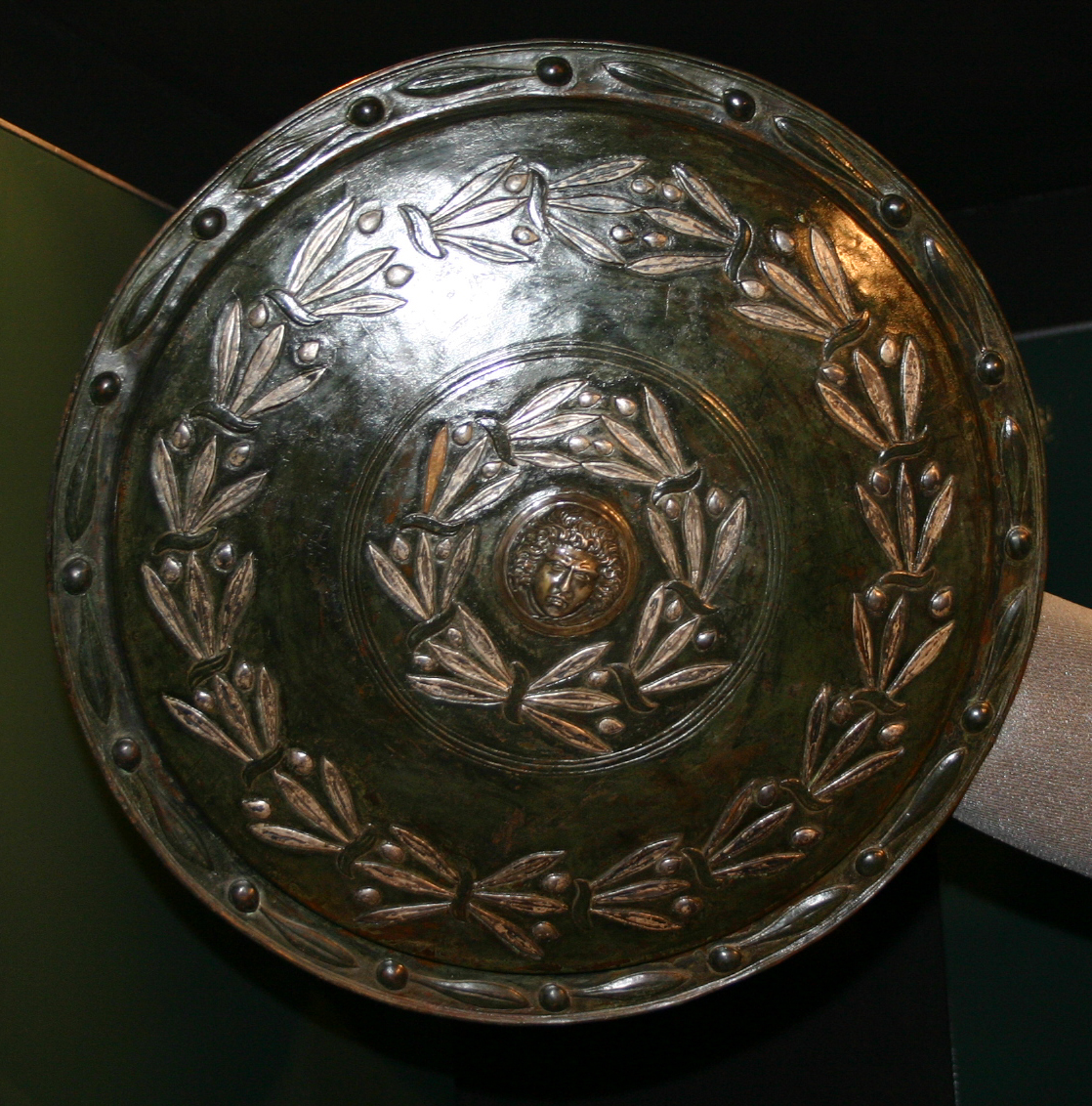
Réplique d'un bouclier de gladiateur
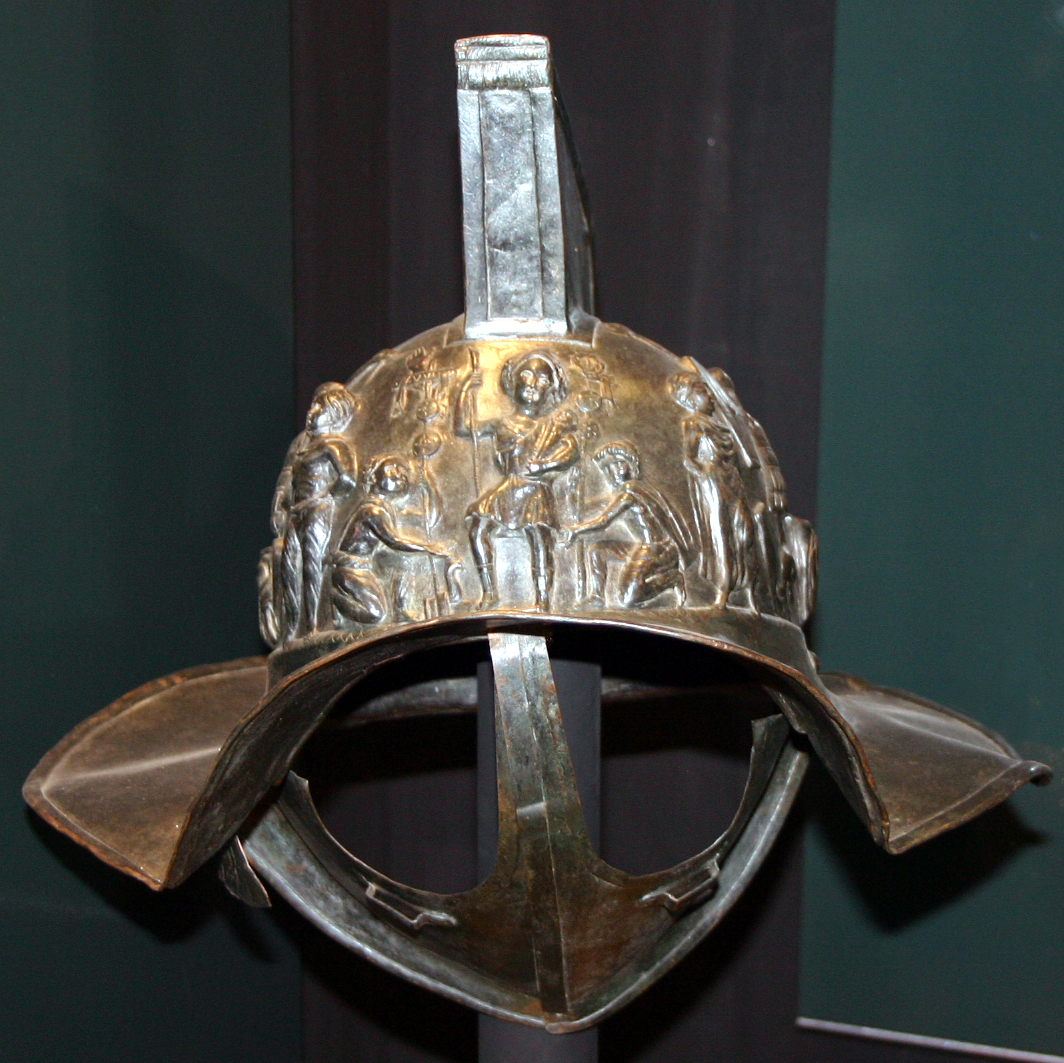
Réplique d'un casque de gladiateur
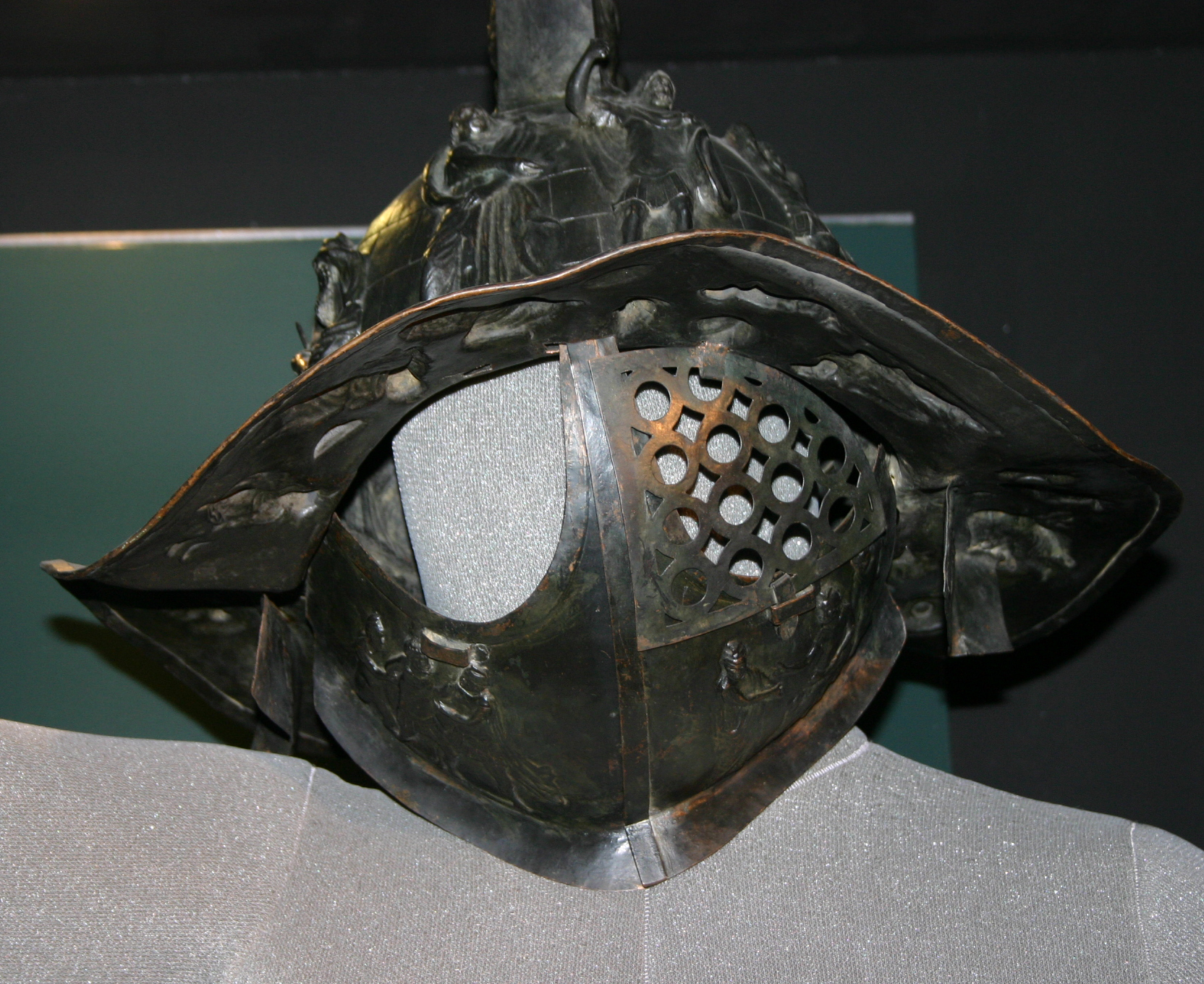
Réplique d'un casque de gladiateur
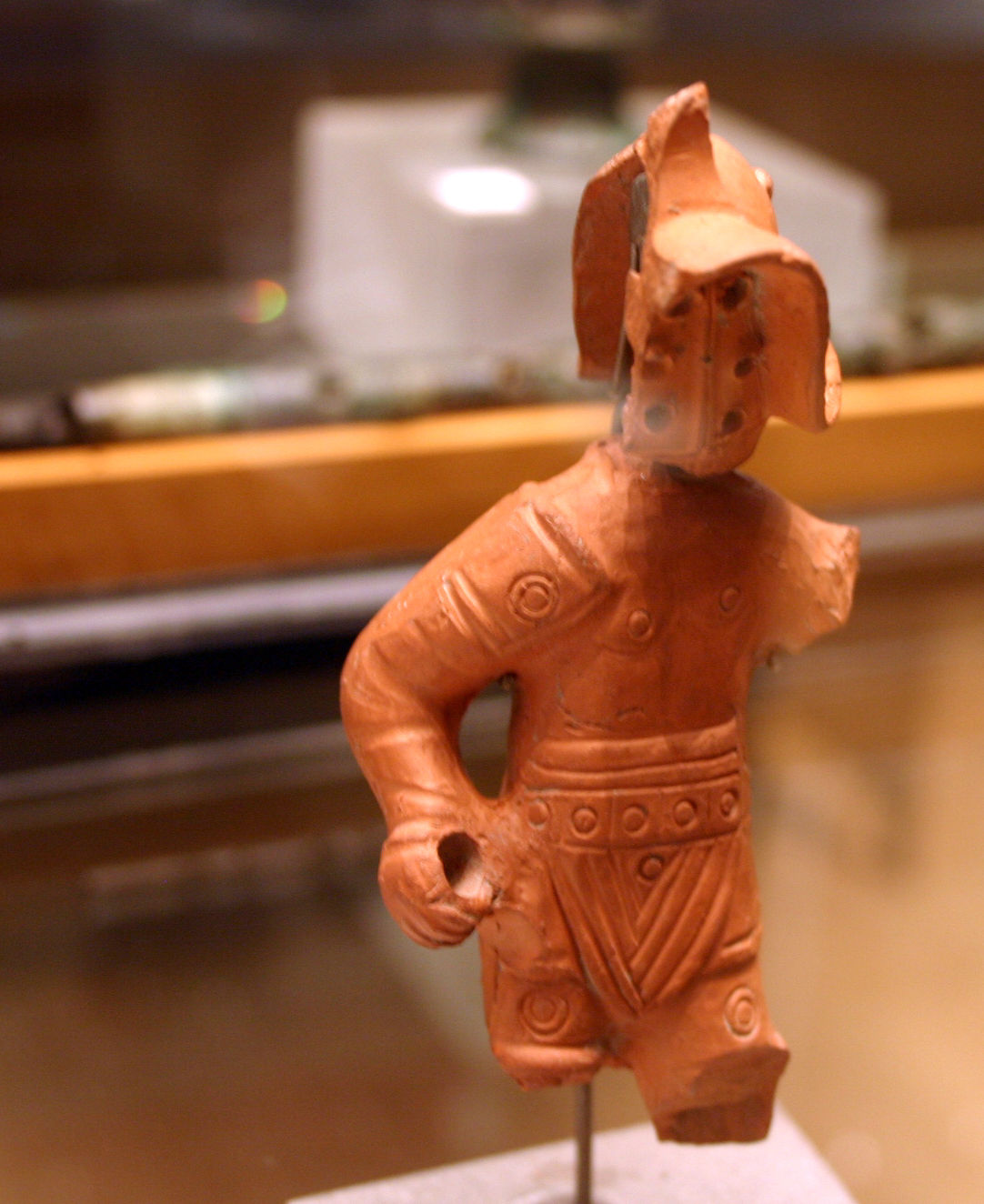
Statuette de gladiateur
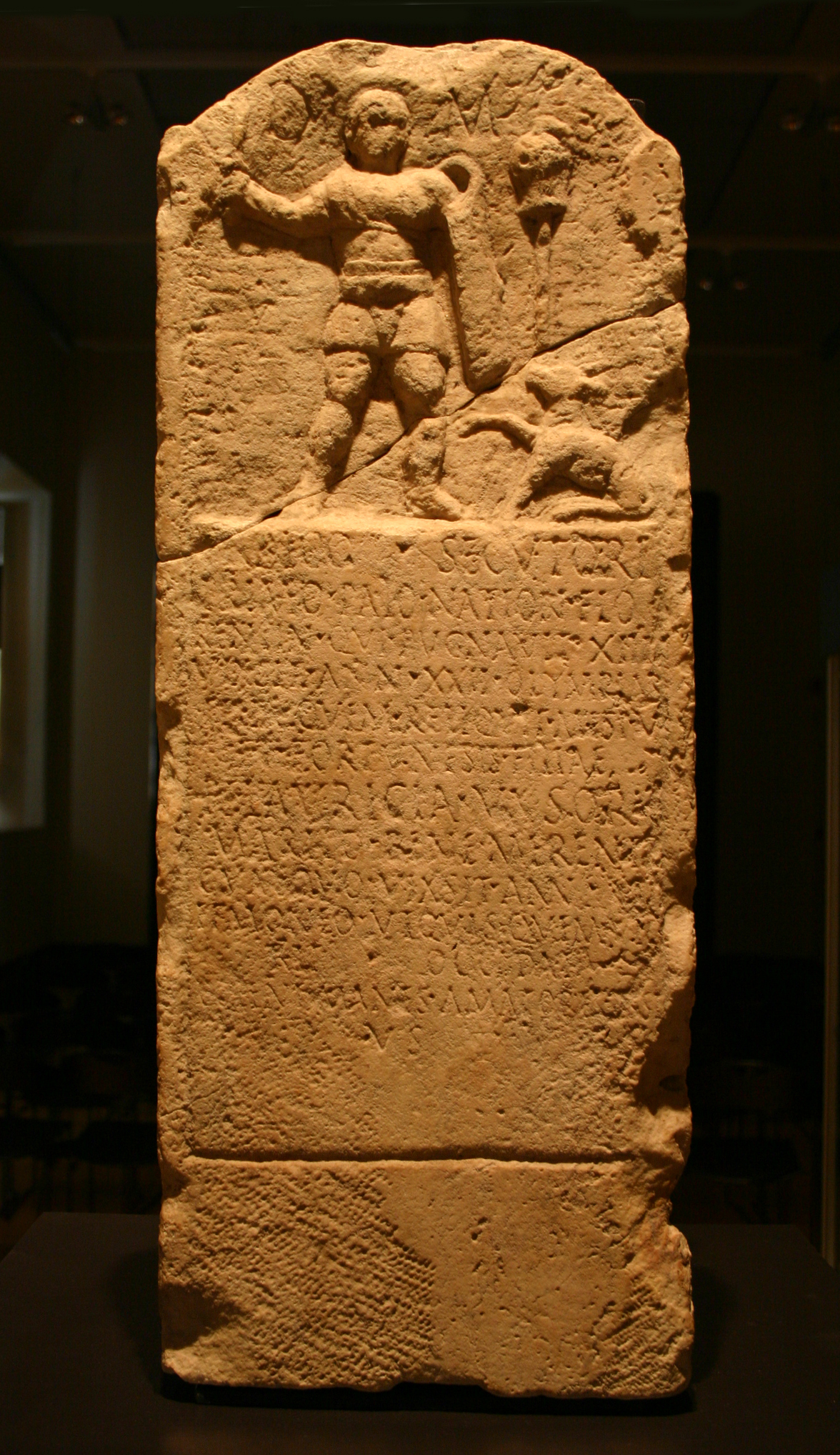
Stèle du gladiateur Urbicus

### L'arêne romaine

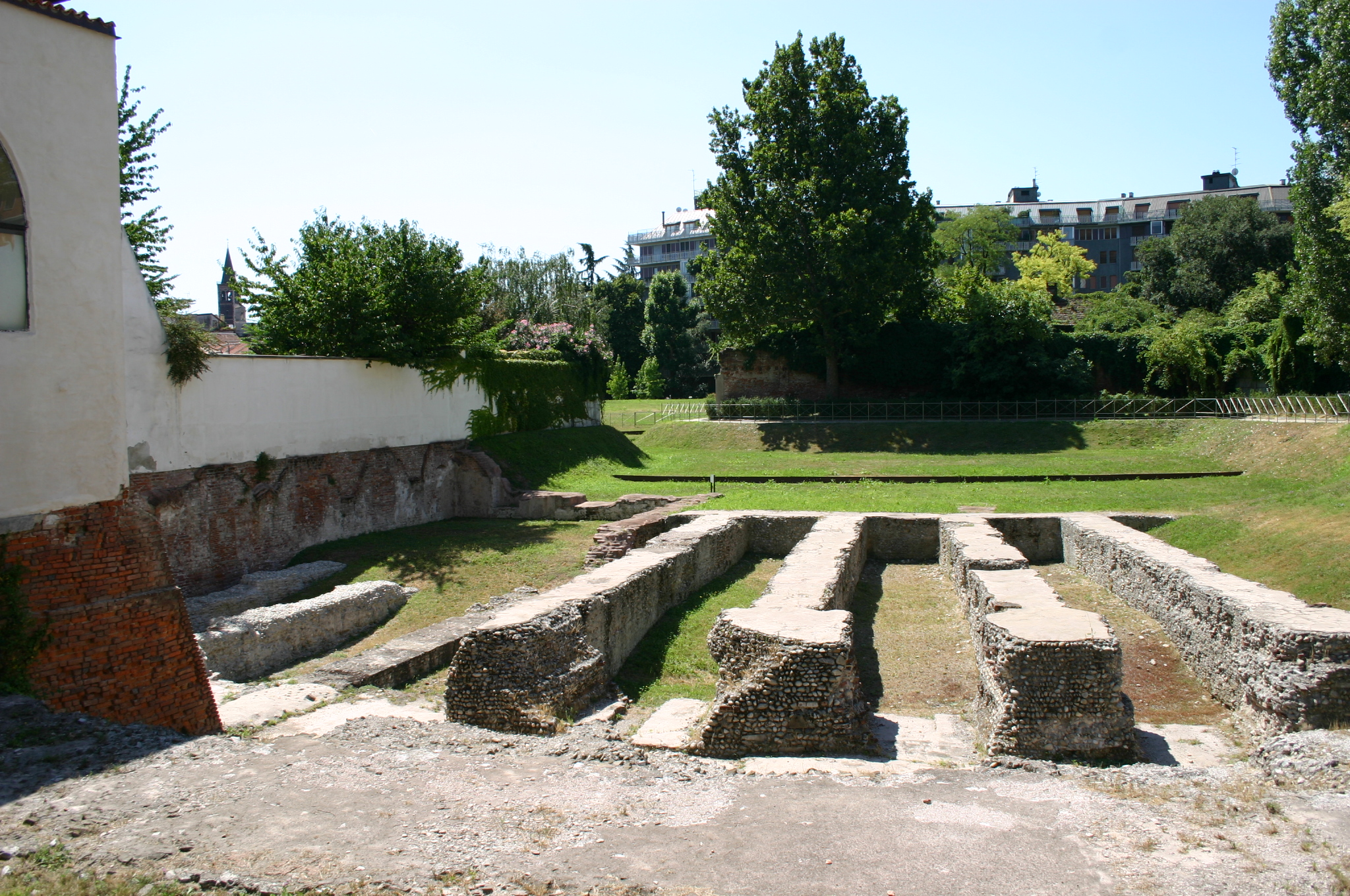
Les ruines
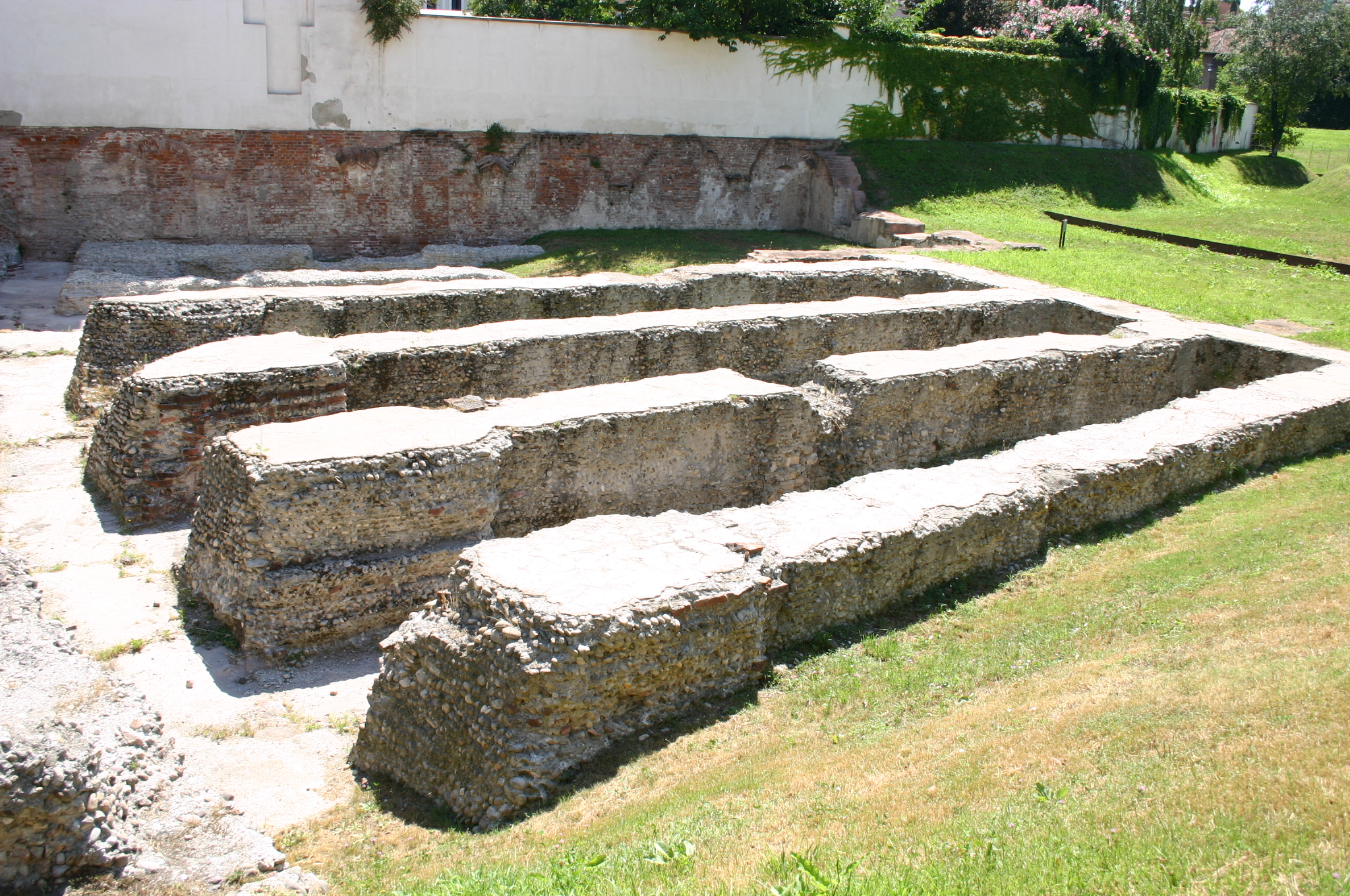
Les ruines
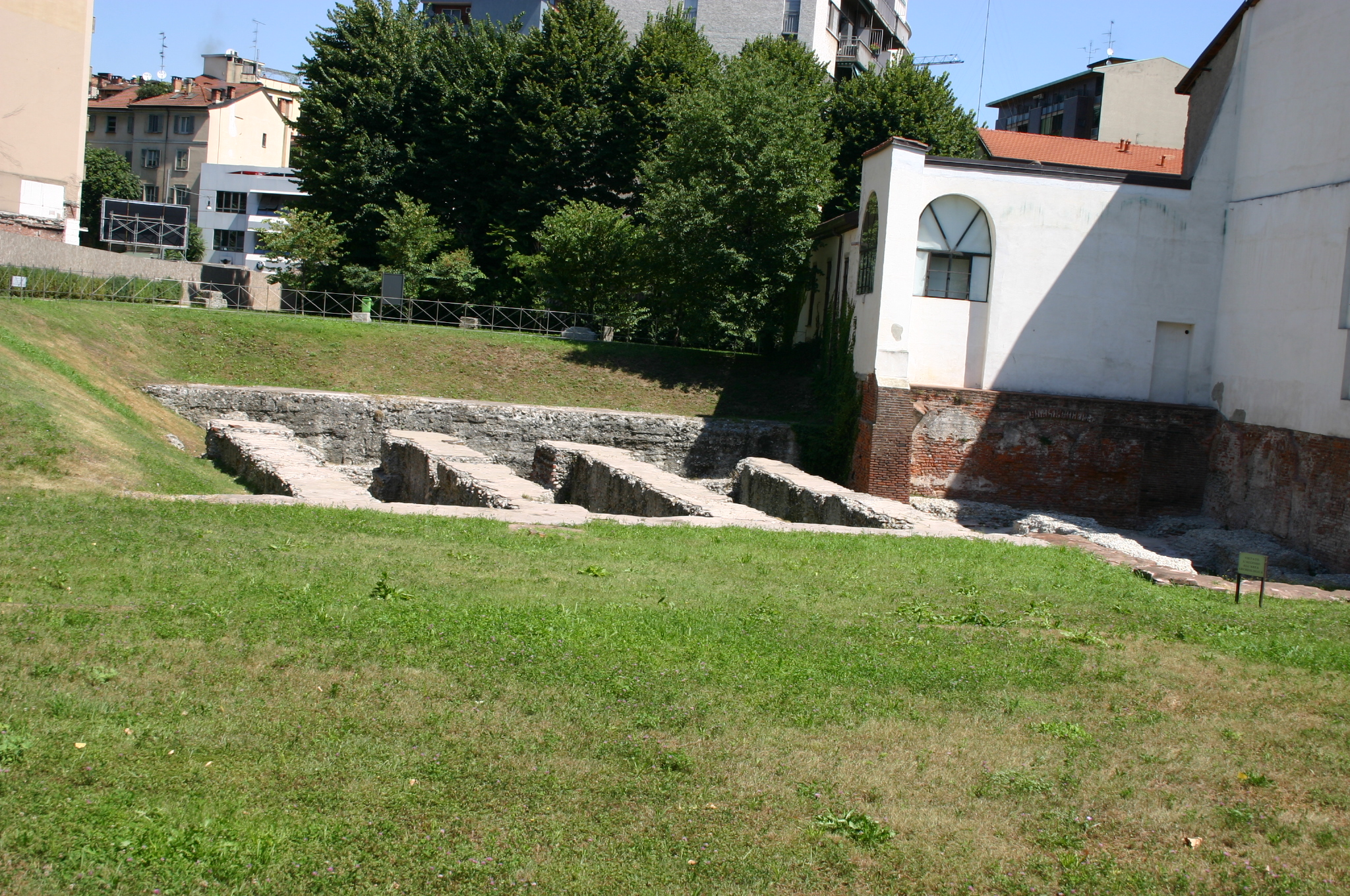
Les ruines
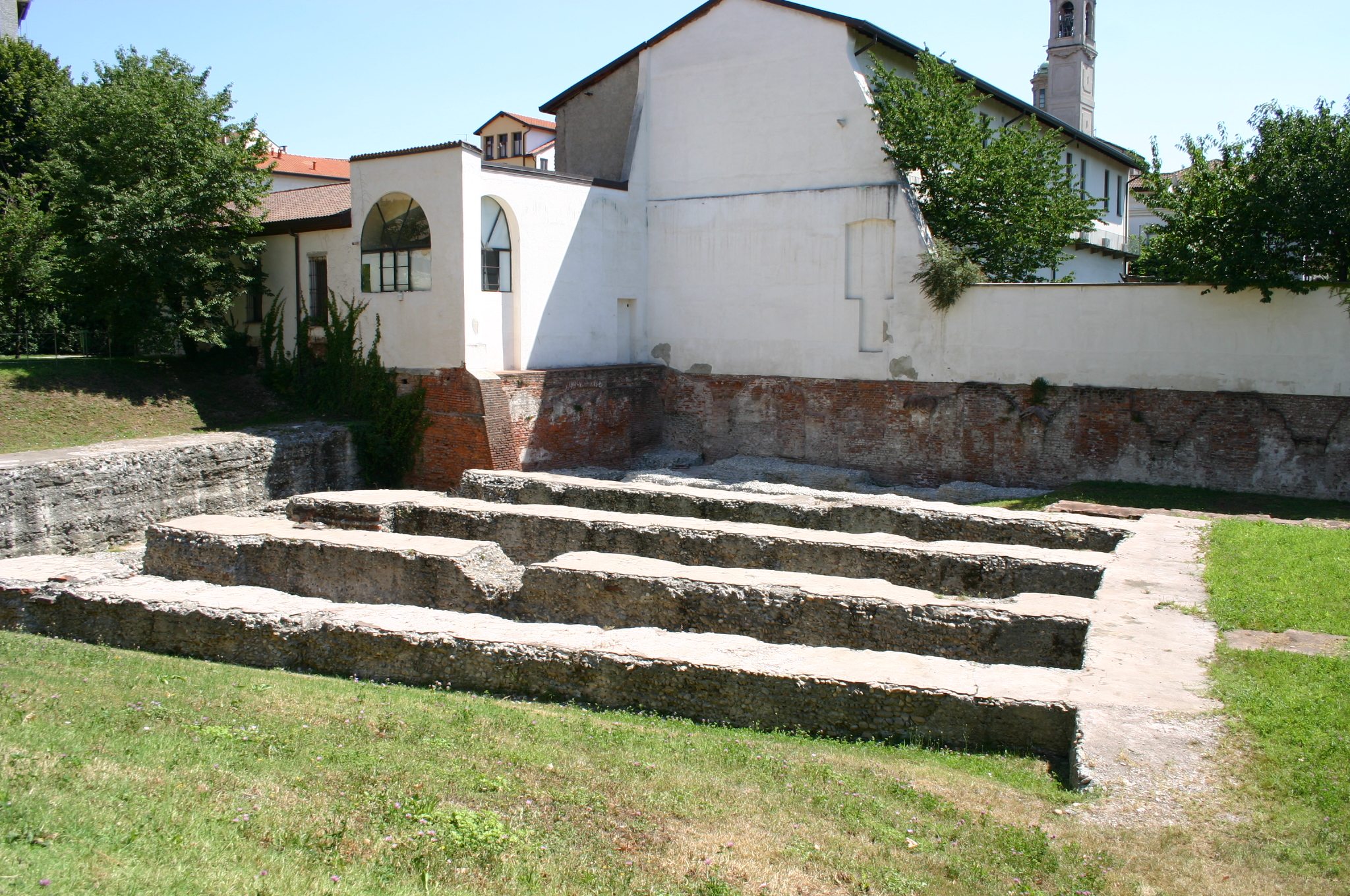
Les ruines

### Le parc de l'Amphithéâtre romain
Le parc archéologique s'étend depuis 2010 sur environ 11 hectares, ce qui dans les années à venir devrait s'étendre jusqu'à Collodi et Conca del Naviglio. Dans le parc sont également prévus : une bibliothèque locale pour l'enseignement des outils pour les écoles, et la conclusion de la restauration d'un bâtiment le long de la Via Conca del Naviglio

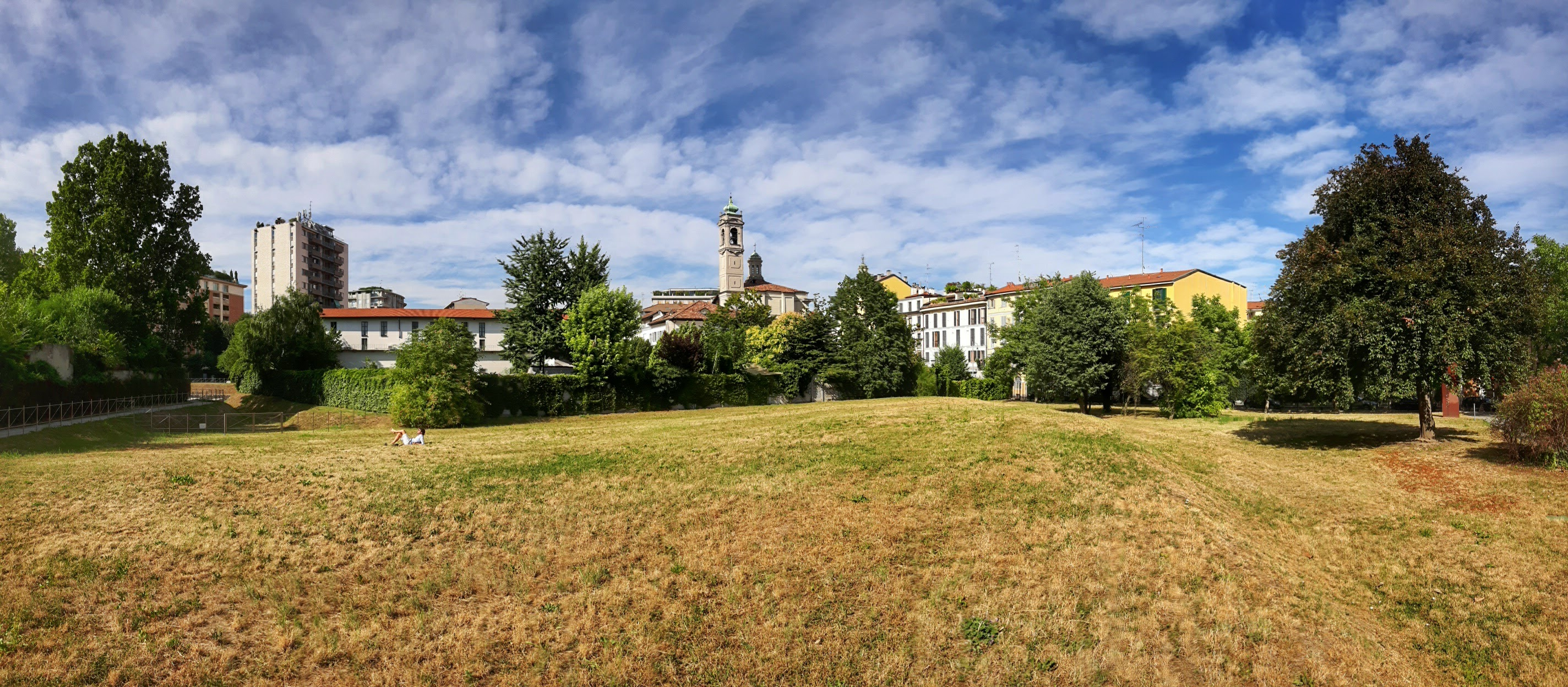
Le parc
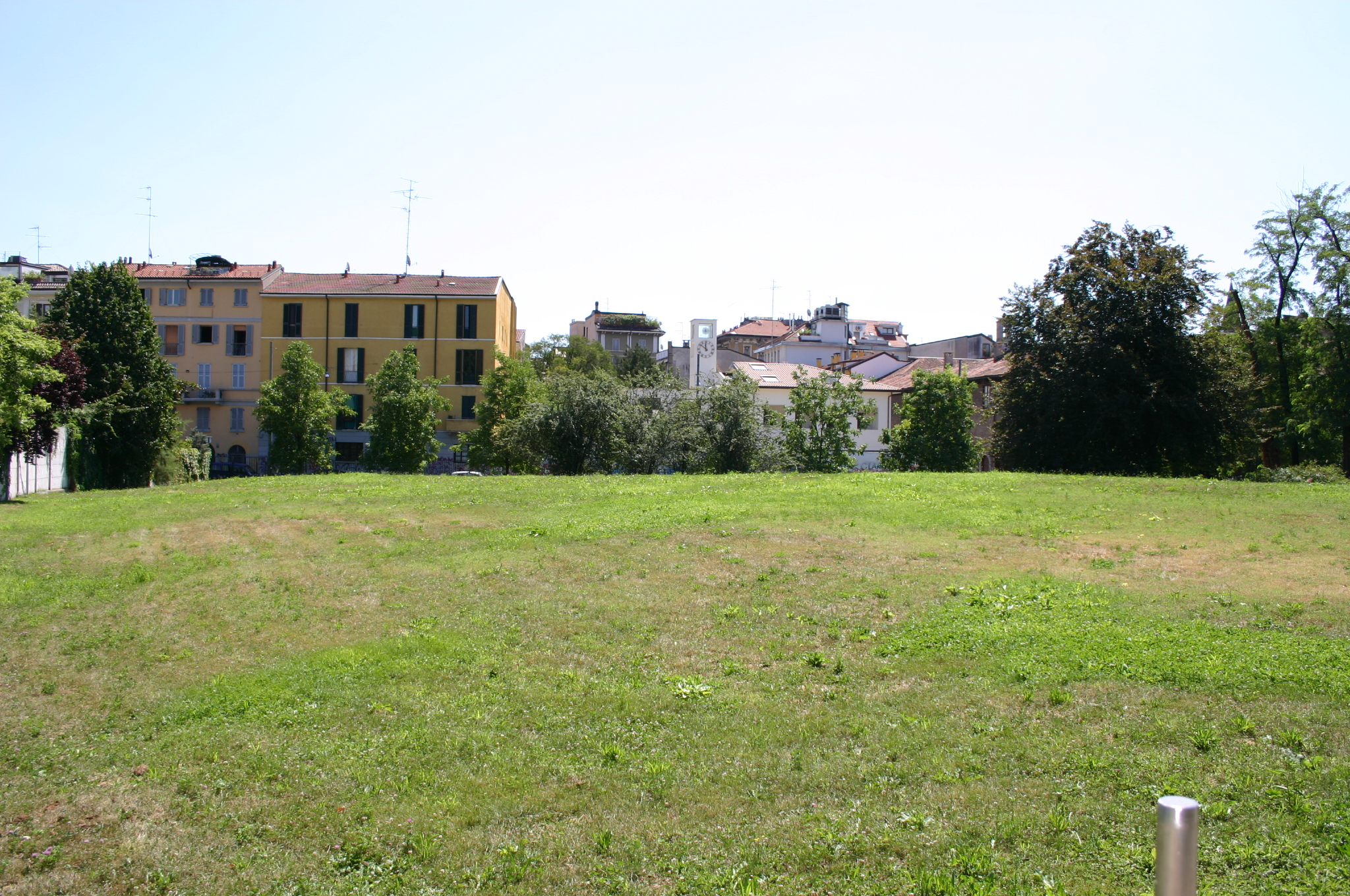
Le parc
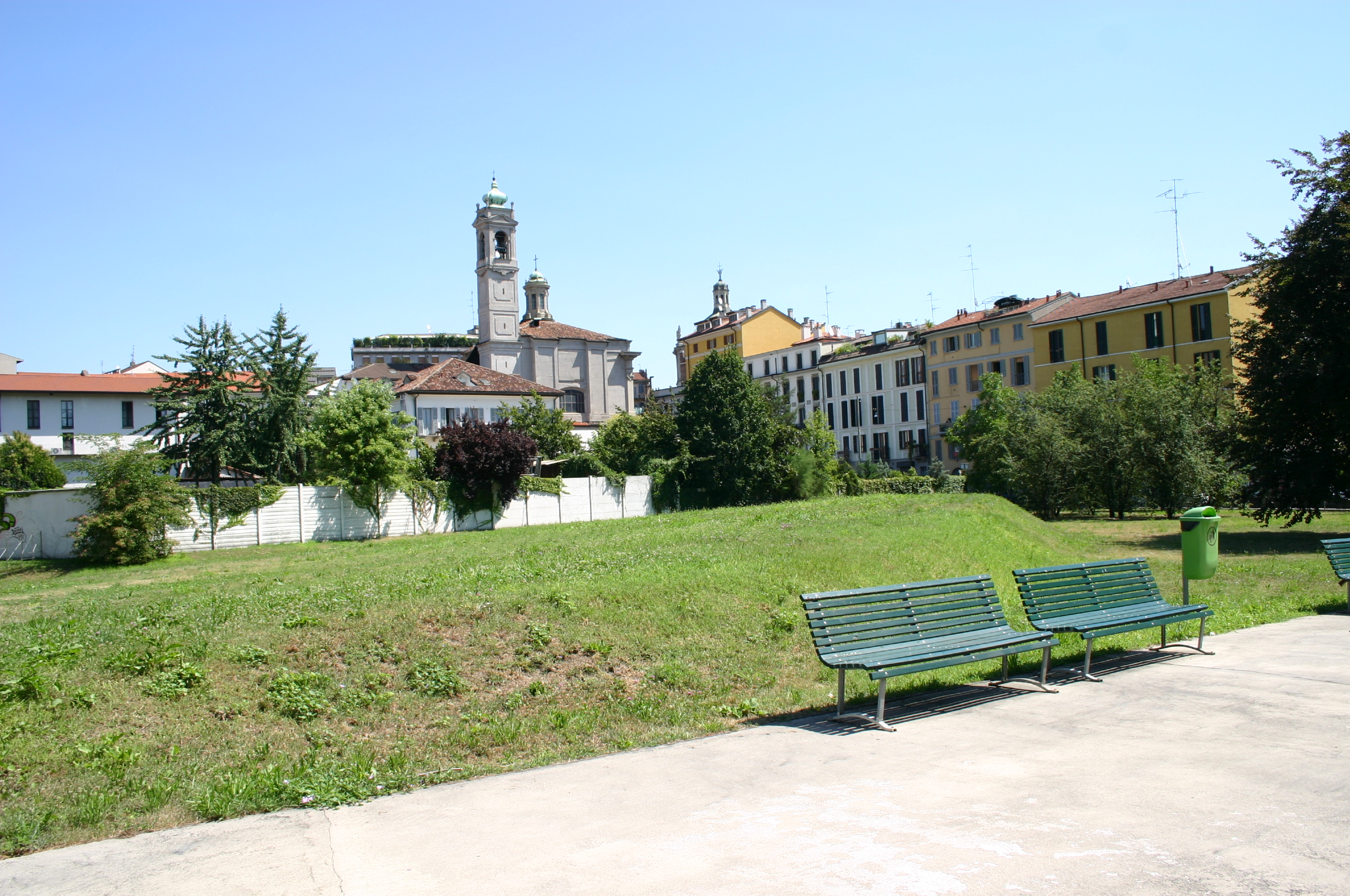
Le parc
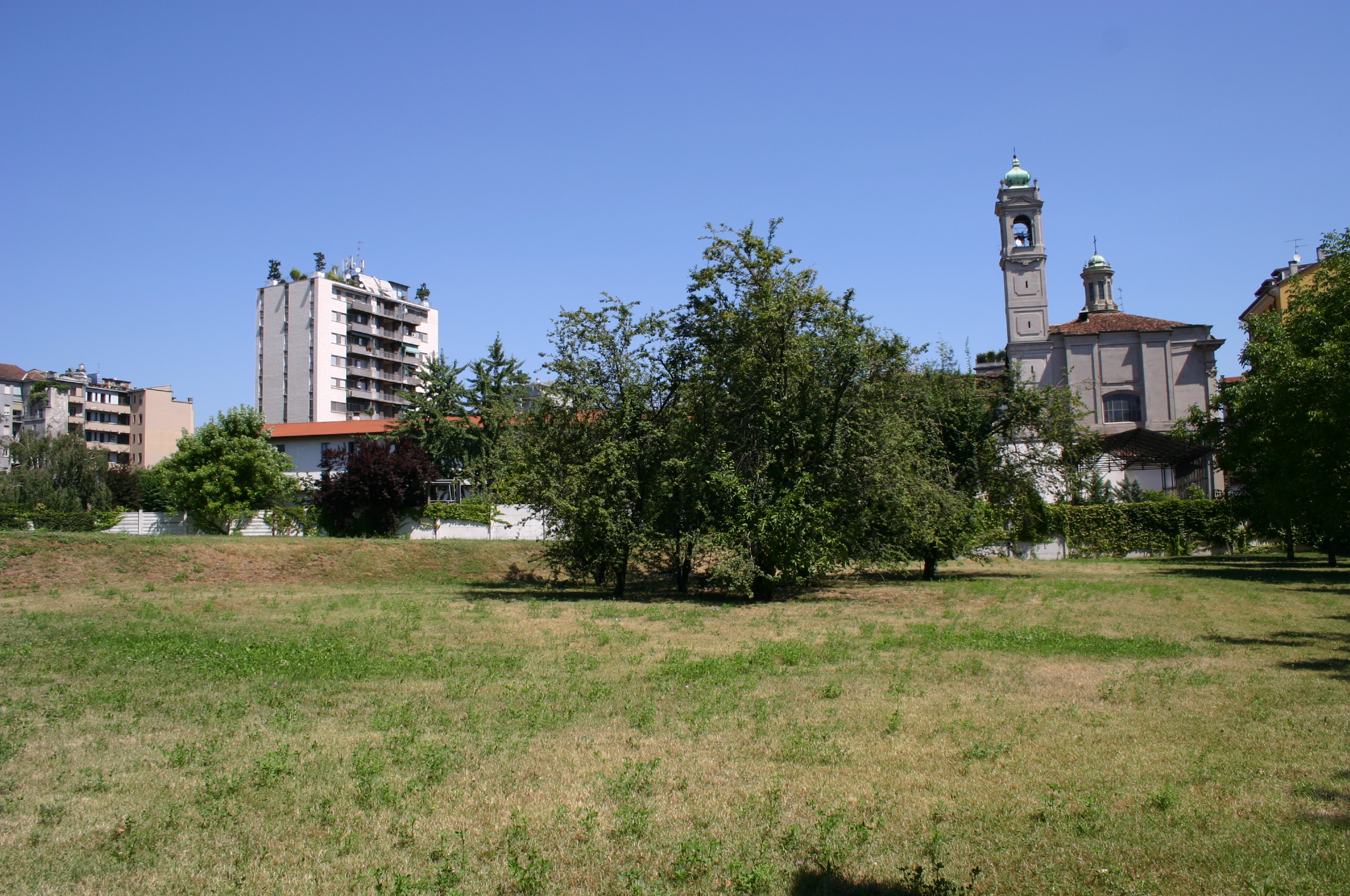
Le parc